# Storia dell'Uzbekistan
La storia dell'Uzbekistan ha conosciuto importanti migrazioni di popoli, parallelamente all'ascesa e caduta di potenti dinastie e imperi che si sono qui alternati, che hanno causato significativi cambiamenti nella composizione etnica del paese. Gli uzbeki, di lingua turca, sono solo tra gli ultimi di questi popoli che si stabilirono in queste terre. L'Uzbekistan si trova nel cuore dell'Asia centrale, tra le steppe, i deserti e le montagne, all'incrocio delle grandi vie di comunicazione e del commercio tra occidente e oriente. Oggi questo paese indipendente, il più popoloso della regione, cerca di fare il suo cammino verso le grandi potenze e di affermare la propria identità che si sta forgiando.

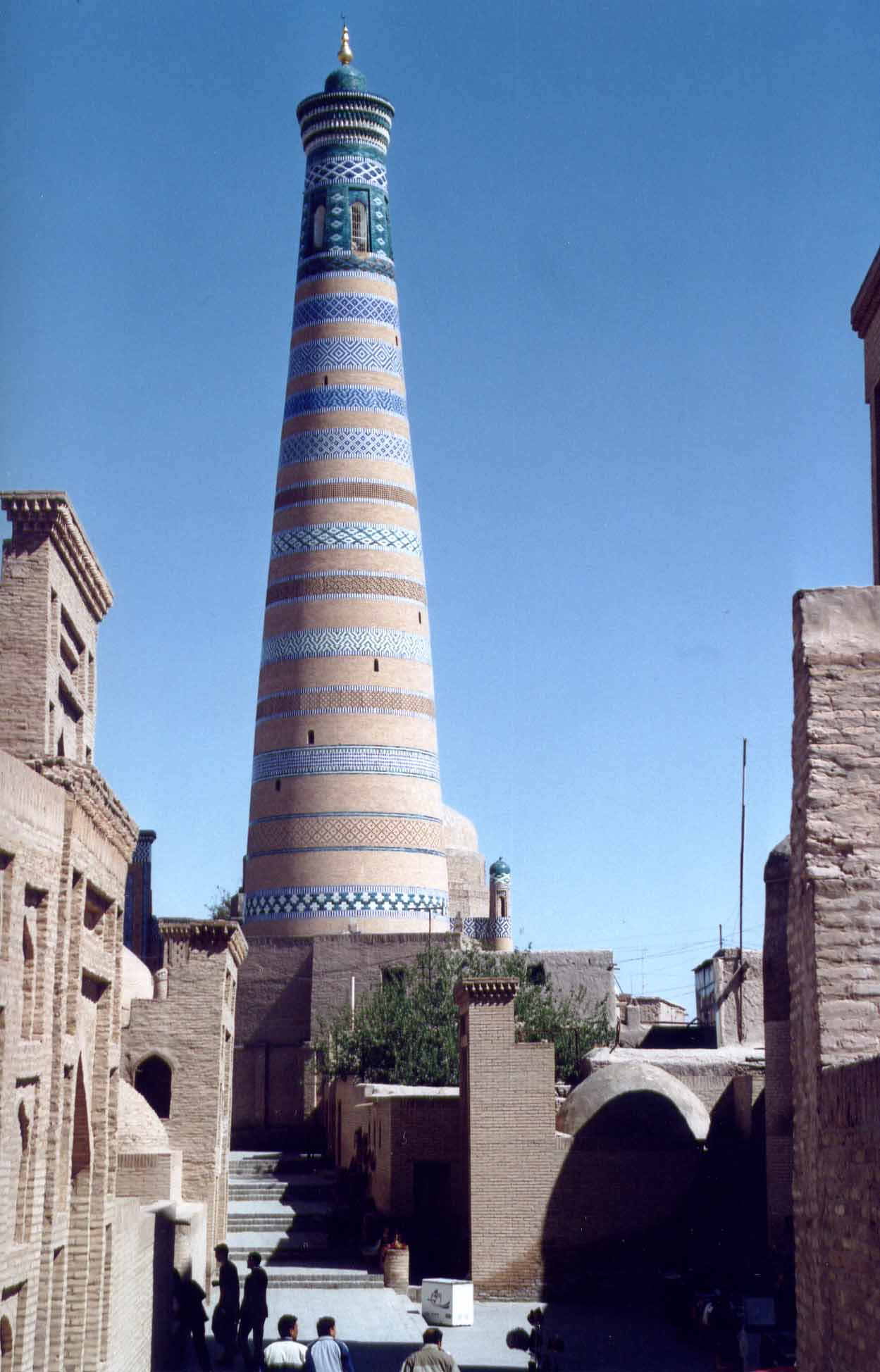
Khiva. Il minareto Islam Khodja

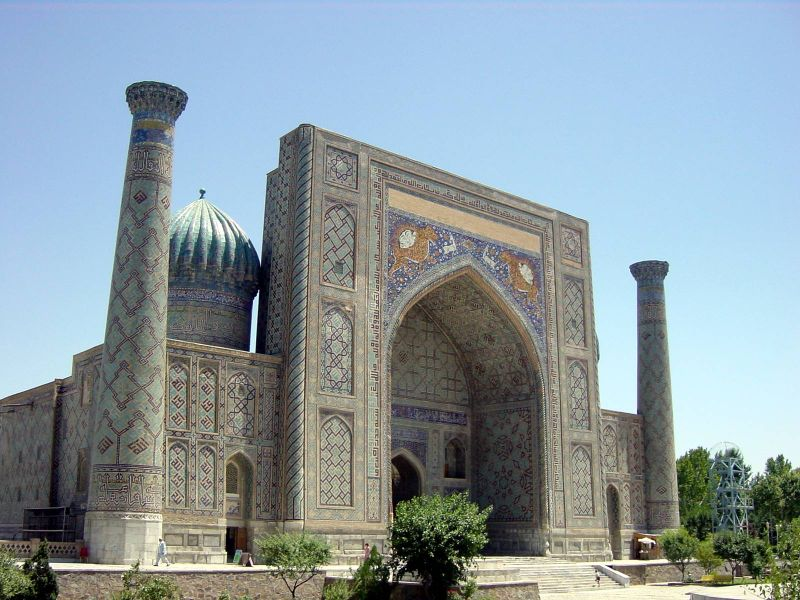
Samarcanda. La Madrassa Cher-Dor

## Preistoria
Recenti studi genetici hanno dimostrato che gli uomini sono giunti per la prima volta nel territorio del moderno Uzbekistan tra i 40.000 e i 50.000 anni fa, questo lo rende uno dei più antichi territori abitati. Le evidenze archeologiche di questa presenza, tuttavia, sono contrastanti a differenza di alcune regioni dell'Africa e dell'Australia. Gli studi hanno qui identificato la regione di origine delle popolazioni che abiteranno in seguito l'Europa, la Siberia e il Nord America. Questa zona è anche considerata da alcuni come l'Urheimat delle lingue indoeuropee.

## L'eta del bronzo
Tra il 2200 e 1700 a.C., una civiltà molto avanzata dell'età del bronzo, chiamata civiltà battriano-margiana o civiltà dell'Oxus (Amu Darya), esistette nel sud dell'Uzbekistan e del Turkmenistan. Era in contatto con la civiltà della Valle dell'Indo e, nel periodo più tardo, venne infiltrata da popoli Indoari, originari del Kazakhstan occidentale, che si mischiarono con i più avanzati popoli indigeni non-indoeuropei, oggi scomparsi. I siti archeologici, come Djarkoutan o Mollali Tepe rivelano l'esistenza di uno stile di vita già urbano, con una pratica sviluppata di irrigazione e la coltivazione di grano e orzo. Nessuna traccia di scrittura è stata ancora scoperta. Dal 1700 a.C., gli Indoari cominciarono a migrare verso l'India. Essi furono sostituiti in Uzbekistan da tribù di pastori nomadi iranici come i Sogdiani, che si sedentarizzarono.

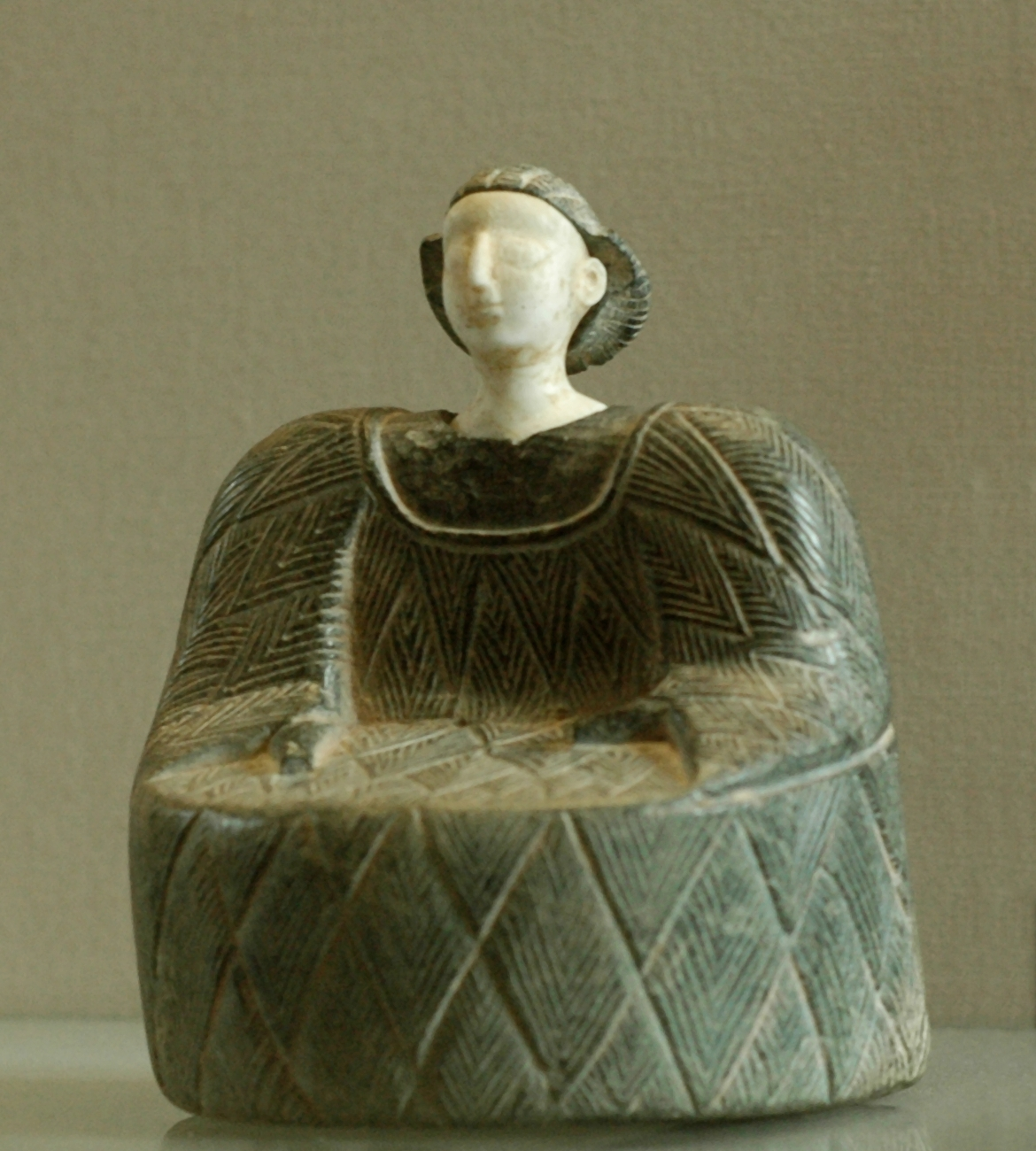
Statua di Principessa della Battriana, inizio del II millennio a.C., Louvre

Si conosce anche un'altra cultura archeologica, chiamata di Tazabagyab, che apparve intorno al 1500 a.C. nei pressi Khwārezm a sud del lago d'Aral, da dove potrebbero essere arrivati gli iranici del Turkestan occidentale. Questa cultura mostra una commistione di elementi della cultura di Srubna e dalla cultura di Andronovo, che si estendeva dagli Urali a ovest fino al lago Bajkal a est, e il Syr Darya sud. La cultura di Andronovo è stata la prima ad aver utilizzato il carro da guerra, trainato da due cavalli. Le genti Andronovo vivevano in villaggi, coltivavano la terra e allevavano gli animali. Erano esperti nella fabbricazione di armi e strumenti in bronzo.

## I persiani, i greci e i nomadi

### Bactriani, Sogdiani e Impero achemenide
I due principali popoli iraniani dell'Uzbekistan sono stati i Sogdiani nella regione di Samarcanda e Bukhara, e i Battriani più a sud, a cavallo tra l'Uzbekistan meridionale e l'Afghanistan settentrionale. Gli indiani hanno dato il nome alla Bactriana di Bahlikâ e i cinesi di Daxia. La sua capitale era Battra (l'attuale Balkh). La città di Samarcanda (Maracanda in greco) è stata fondata dai Sogdiani probabilmente nel V secolo a.C. Sogdiani e Battriani non sono mai stati unificati in uno Stato: il loro territorio è stato diviso in principati incentrati intorno alle loro città.
Lo Zoroastrismo, religione puramente iranica, è stata forse sviluppata in Battriana. L'Avesta, il testo sacro, conosciuto come Sughda - "i sogdiani, la sogdiana", ma è molto difficile una datazione. Esso risale almeno a una lontana antichità. I Sogdiani sembrano essere stati sedentari come sciti-Sakas.
Più a nord, intorno al Lago d'Aral, sono vissute le tribù nomadi Saka (o Sakas, relative agli Sciti) e i Massageti, del tutto iranici. Questi erano dei guerrieri coraggiosi che, sotto il regno della regina Tomiri, assassinarono il re persiano Ciro I. Come per i Sogdiani e i Bactriani, le donne hanno giocato un ruolo importante.

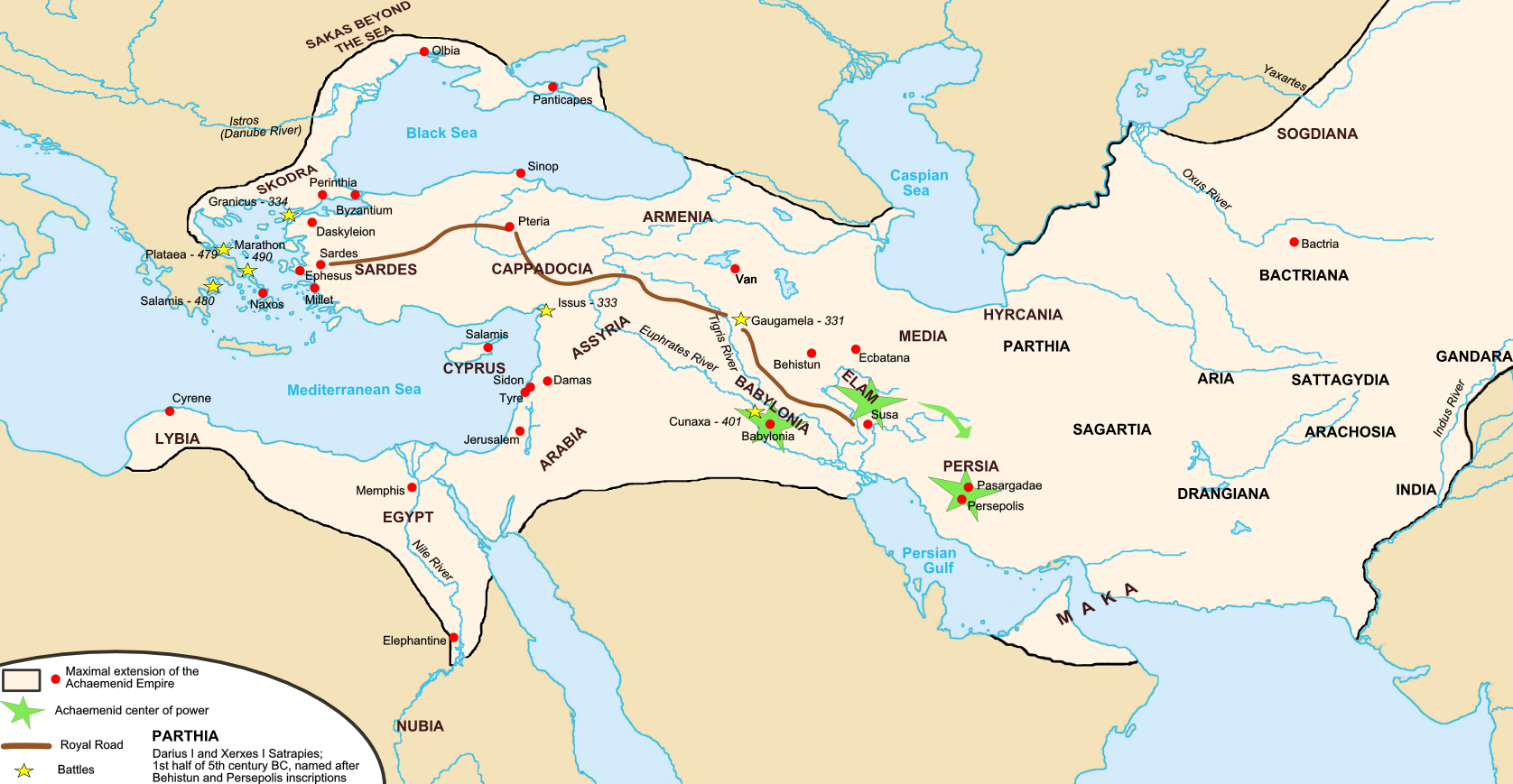
Mappa dell'impero achemenide attorno al 500 a.C.

La gente della Battriana e Sogdiana, nonché della Corasmia che si trova a nord-ovest, erano per lo più contadini perfettamente padroni delle tecniche di irrigazione nelle valli del Syr Darya, Amu Darya e Zeravshan. Essi sono stati raggruppati in grandi comunità, praticando attivamente il mestiere della metallurgia e del commercio. Il nomadismo si sviluppò principalmente nel deserto e nella montagna.
La città di Afrasiab, vicino a Samarcanda, è stata fondata solo nel 500 a.C. Il museo del sito archeologico contiene i più antichi pezzi degli scacchi conosciute. I murales di Afrasiab sono famosi e la città è considerata un focolaio della moderna lingua persiana. Secondo Ferdowsi, autore del Shah-nama, che raccoglie i poemi epici persiani, il personaggio Afrasiab, leggendario fondatore della città, sarebbe un re di tutti i Turanici, antenato degli Eftaliti e probabilmente anche Karakhanidi.
Dal 545 al 540 a.C. Ciro II, fondatore dell'impero persiano, intraprese la conquista dell'Asia Centrale, e annetté la Battriana, la Sogdiana, il Khwārezm e la Partia all'impero achemenide come province (XI, XV e XVI satrapia).

### Alessandro il Grande e i Seleucidi
Alessandro Magno conquistò la Sogdiana e la Battriana nel 327 a.C., mentre stava conducendo una campagna contro Dario III, che mise termine alla dinastia achemenide. Due anni dopo, sull'Oxus (Amu Darya), fondò una città che si sarebbe chiamata Termez (Tirmidh nell'adattamento iranico del nome greco-battriano del re Demetrio I), attualmente la città più a sud dell'Uzbekistan.
Stabilitosi a Maracanda (Samarcanda), sposò Rossane, la figlia di Ossiarte, capo della Battriana locale, che aveva catturato nel 327 a.C. Poi prese, mentre cadeva una neve fitta, la fortezza sogdiana chiamata "Roccia", fino ad allora considerata inespugnabile. Offrì al capo, Ariamazes una capitolazione onorevole che fu respinta. La città (nei pressi dell'attuale città di Derbent) venne presa e Ariamazès fu ucciso.
Il suo matrimonio costituì un aiuto prezioso per sedare la forte resistenza popolare in Sogdiana, guidata da Spitamene, che fermò l'avanzata del suo esercito, per quanto la conquista della Battriana fosse relativamente facile per Alessandro. Questo matrimonio fu anche il preludio alle nozze di Susa, dove 10.000 greci si unirono in matrimonio con 1.000 donne orientali nel 324 a.C.

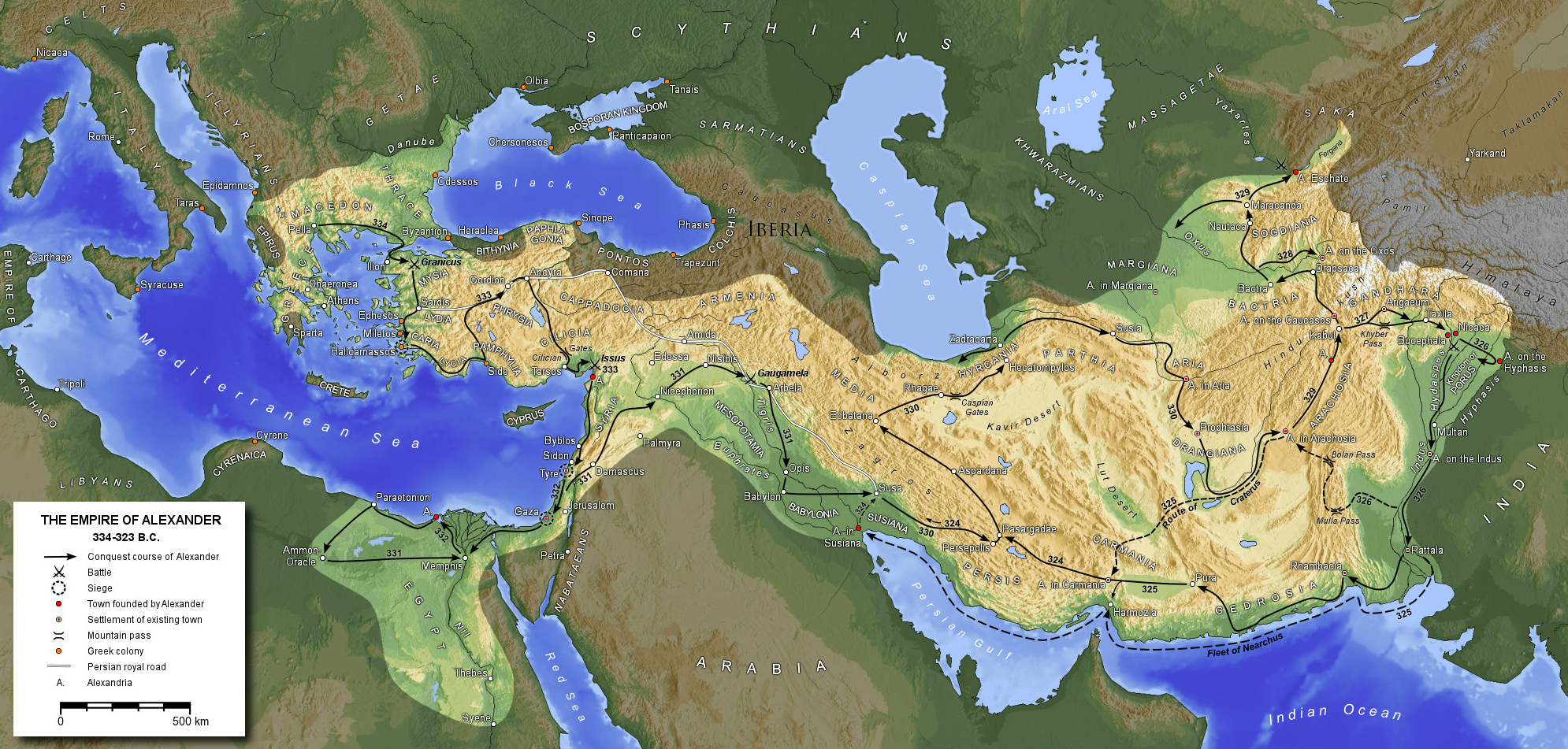
L'impero di Alessandro Magno

Dopo aver sposato, e prima di intraprendere la campagna in India, Alessandro lasciò nel 323 a.C. il suo quartier generale di Samarcanda per conquistare la cittadella dell'attuale Tashkent (attuale Uzbekistan), a sud della quale, sullo Iassarte (Syr Darya), ordinò la costruzione di una città-fortificata che avrebbe chiamato Alessandria Eschate (la lontanissima).
Dopo la morte di Alessandro nel 323 a.C. il regno nella parte nord-orientale del suo impero fu chiamato dai geografi greci Transoxiana ("Il paese al di là dell'Oxus") che fu assegnata al generale di Alessandro Seleuco I Nikator, fondatore della dinastia seleucide. Sotto Seleuco I, la Battriana registrarono una massiccia immigrazione di greci in esilio e fu ellenizzata più di ogni altra regione conquistata.
Sotto il governo di Seleuco II, i Seleucidi, troppo preoccupati per i loro problemi in Siria, non erano nella possibilità di garantire il controllo dei loro possedimenti orientali. Il regno indipendente greco-battriano venne fondato da Diodoto I verso il 250 a.C. come Battriana, dopo essersi liberato facilmente dalla tutela dei Seleucidi. Sotto il regno di Eutidemo I, il secondo successore di Diodoto, il seleucide Antioco III cercò di riappropriarsi della Battriana, ma non vi riuscì venendo costretto a riconoscere l'indipendenza del regno. Un'importante caratteristica dello sviluppo urbano di questo periodo è il sincretismo greco-orientale nel campo delle arti che raggiunse il suo picco attraverso l'arte del Gandhara.
La dinastia seleucide si spense definitivamente nel 64 a.C., sotto Antioco XIII, quando i resti del suo impero, una volta il più grande regno ellenistico, venne annesso all'Impero Romano.

### Le invasioni dei nomadi e la creazione della Via della Seta

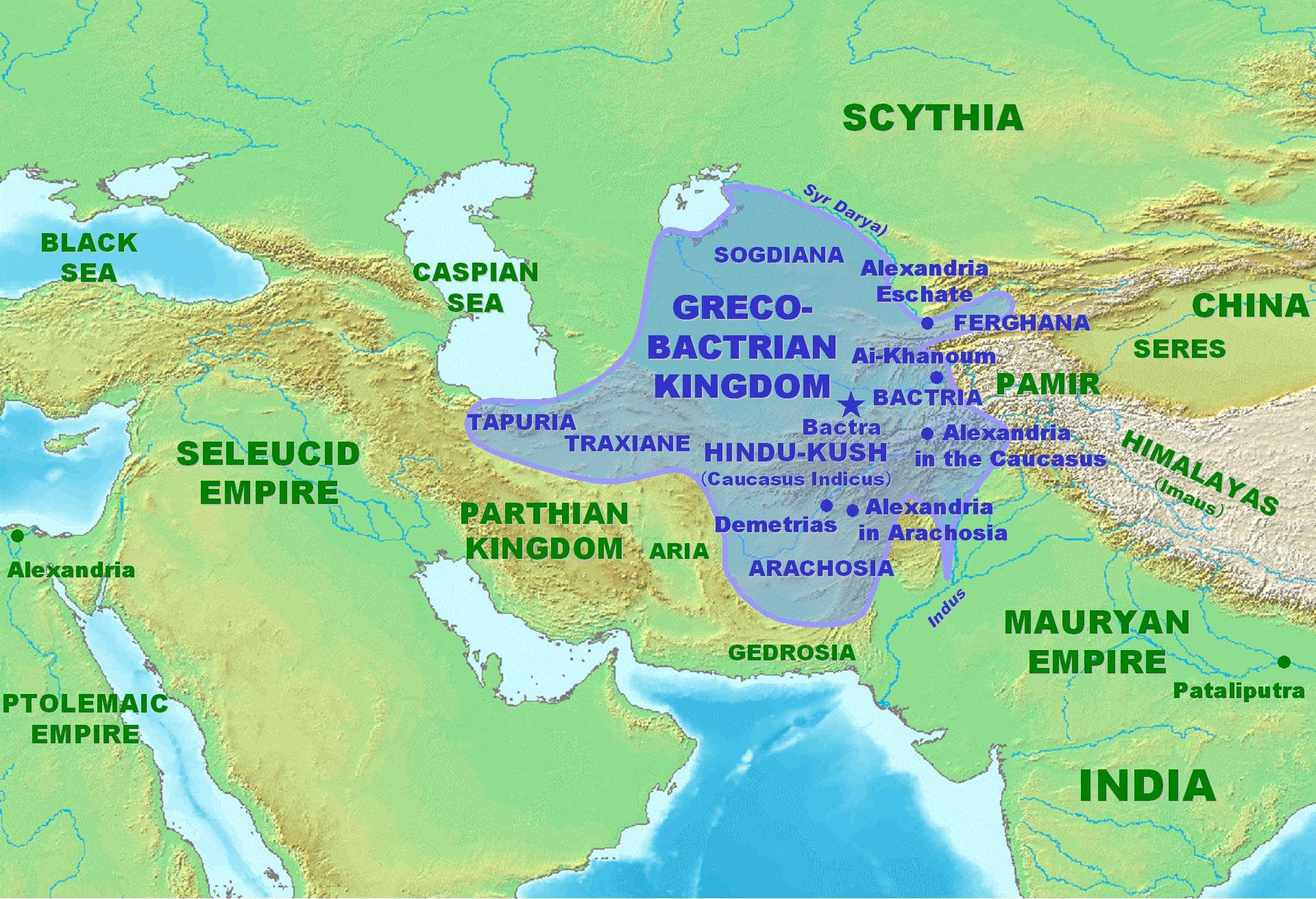
Mappa del regno greco-battriano

Tra il primo secolo a.C. e il II secolo d.C., il territorio del regno greco-battriano fu invaso da popolazioni nomadi provenienti dalla Cina, il Yuezhi e i Sakas. Il centro del regno fu poi spostato a sud-est per diventare, verso 190 a.C., il regno indo-greco.
I Parti hanno occupato nel 115 a.C. la parte occidentale della Battriana (tra l'Uzbekistan e il Turkmenistan attuali), sostituendo i Sakas che erano migrati più a sud di quello che oggi è l'Afghanistan. Condivisero così questa terra con gli Yuezhi che regnarono dal 126 a.C.
A quel tempo, il sincretismo religioso, perpetuato dai Parti, gradualmente si evolve verso il monoteismo e il concetto di religione universale si diffuse tra i popoli dell'attuale Uzbekistan. Attraverso l'influenza dei sacerdoti (magi), lo zoroastrismo diventerà la religione ufficiale sotto Sasanidi.
Più a est, l'Impero Kusana si era formato da diversi principati distinti, verso l'inizio del primo millennio, oltre un centinaio di anni dopo il regno greco-battriano venne distrutto dalle popolazioni nomadi. Gradualmente occupò, tra 105 e 250 d.C., la Bactriana e parte della Sogdiana e della Corasmia. Questo impero è stato creato dai Kusani una tribù degli Yuezhi, un popolo dello Xinjiang, nell'attuale Cina e forse in relazione con i Tocari. Per molti secoli la civiltà Kusana si trovò al centro degli scambi tra Oriente (Cina) e occidente (Impero Romano), sul percorso della Via della Seta. I Kusani importarono il Buddismo in Asia centrale e svilupparono le arti ellenistiche d'Oriente.

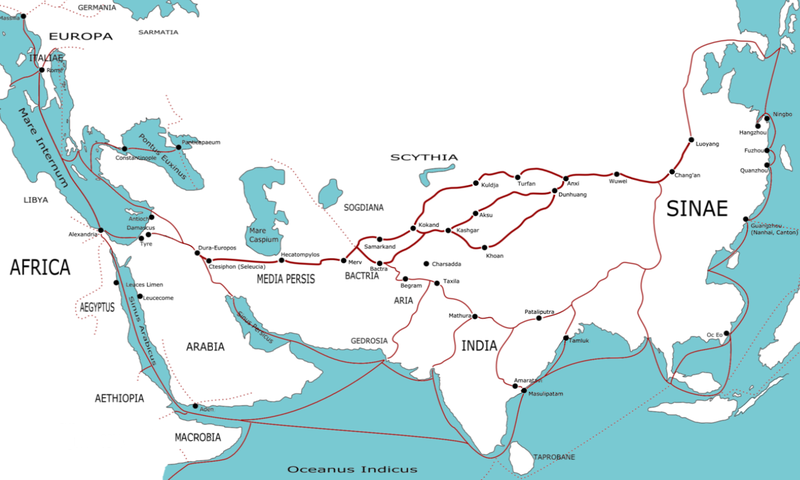
Le principali direttrici della via della seta

Con l'apertura della Grande Via della Seta, la più lunga via commerciale terrestre e marittima dell'antichità, nel II secolo a.C. (?), e soprattutto grazie alla sua sicurezza garantita dai Kusani, dopo che era rimasta a lungo alla mercé di banditi e saccheggiatori, il centro di gravità del mondo iranico venne spostato tra le rive del Tigri e quelle dell'Amu Darya. La Persia dei Parti distolse lo sguardo dalle rive dell'Eufrate, per guardare ben oltre il Syr Darya: ai loro occhi il commercio con la Cina assumeva un'importanza che non aveva mai avuto con la Grecia, e la Transoxiana divenne il crocevia di rotte commerciali. La Via della Seta non fu solo utilizzata per il trasporto di seta in Europa - spezie, tè, carta e porcellana passati da questa strada - ma giocò un ruolo importante nella diffusione delle credenze (ad esempio del buddismo), di idee e cultura. La strada durante la sua esistenza arricchì tutti i punti delle città coinvolte, come Samarcanda, Kokand e Fergana. La famosa strada rimarrà in uso fino alla metà del Medioevo.
In breve, la storia della Transoxiana tra il II secolo a.C. e il III secolo d.C. è complessa, differenti regni più o meno effimeri e di origini incerte si sono succeduti prima d'essere spazzati via dalla potenza crescente dei Sasanidi zoroastriani. Allo stesso tempo, a Ferghana a est vi è un passaggio fondamentale della Via della seta, che ha conservato la sua indipendenza.

### I Sasanidi persiani

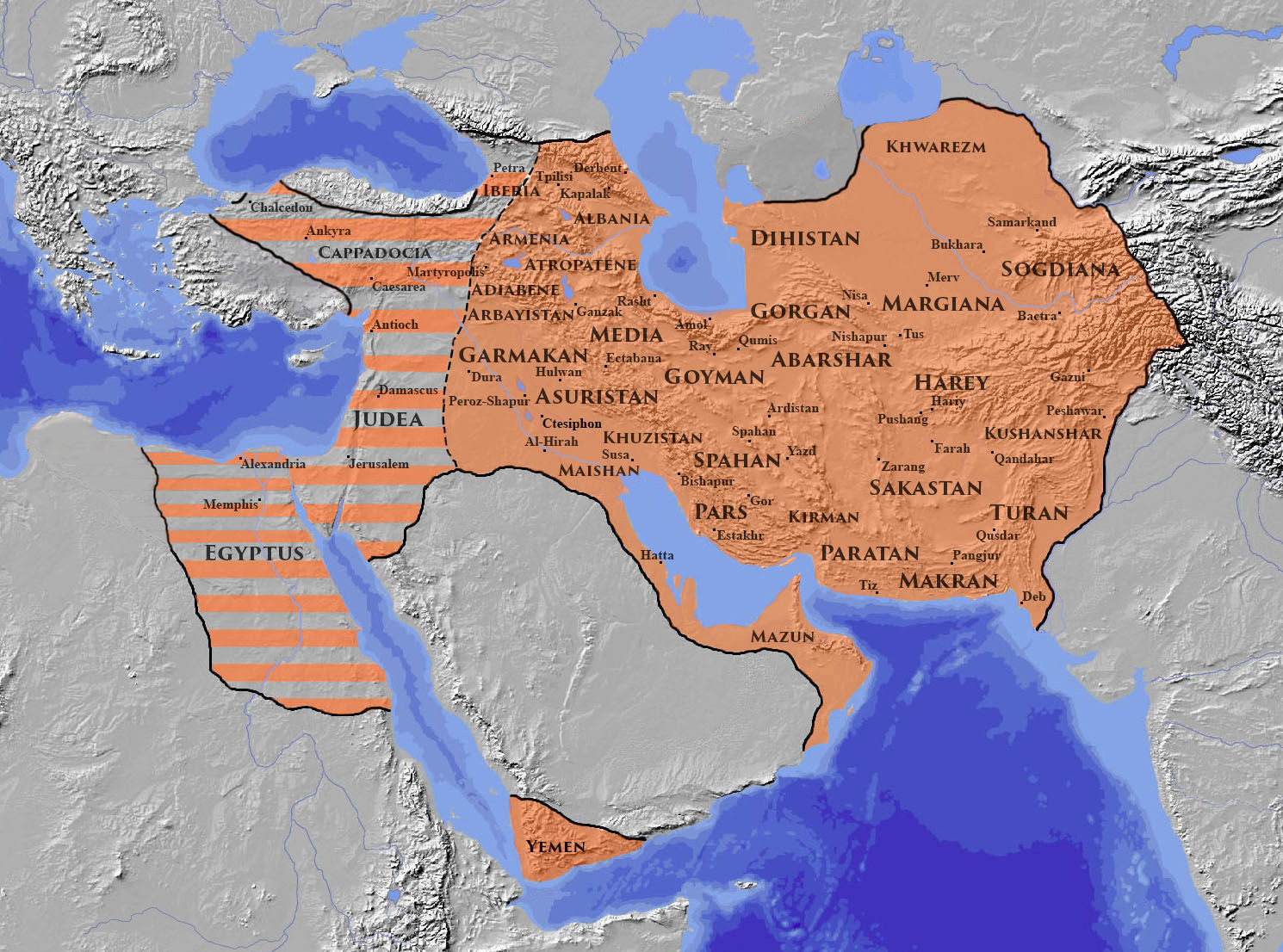
Mappa dell'Impero sasanide alla massima espansione

I Sasanidi erano una dinastia persiana originaria del Fars, fondata intorno al 224 d.C. da un presunto discendente di Dario III. Sotto i Sasanidi, l'arte e la cultura persiana raggiunsero un livello notevole e la forza militare della dinastia poteva sfidare anche la potente Roma. Il regno sasanide è stato caratterizzato da un accentuato accentramento del potere, una pianificazione urbana ambiziosa e un'agricoltura con tecniche avanzate.

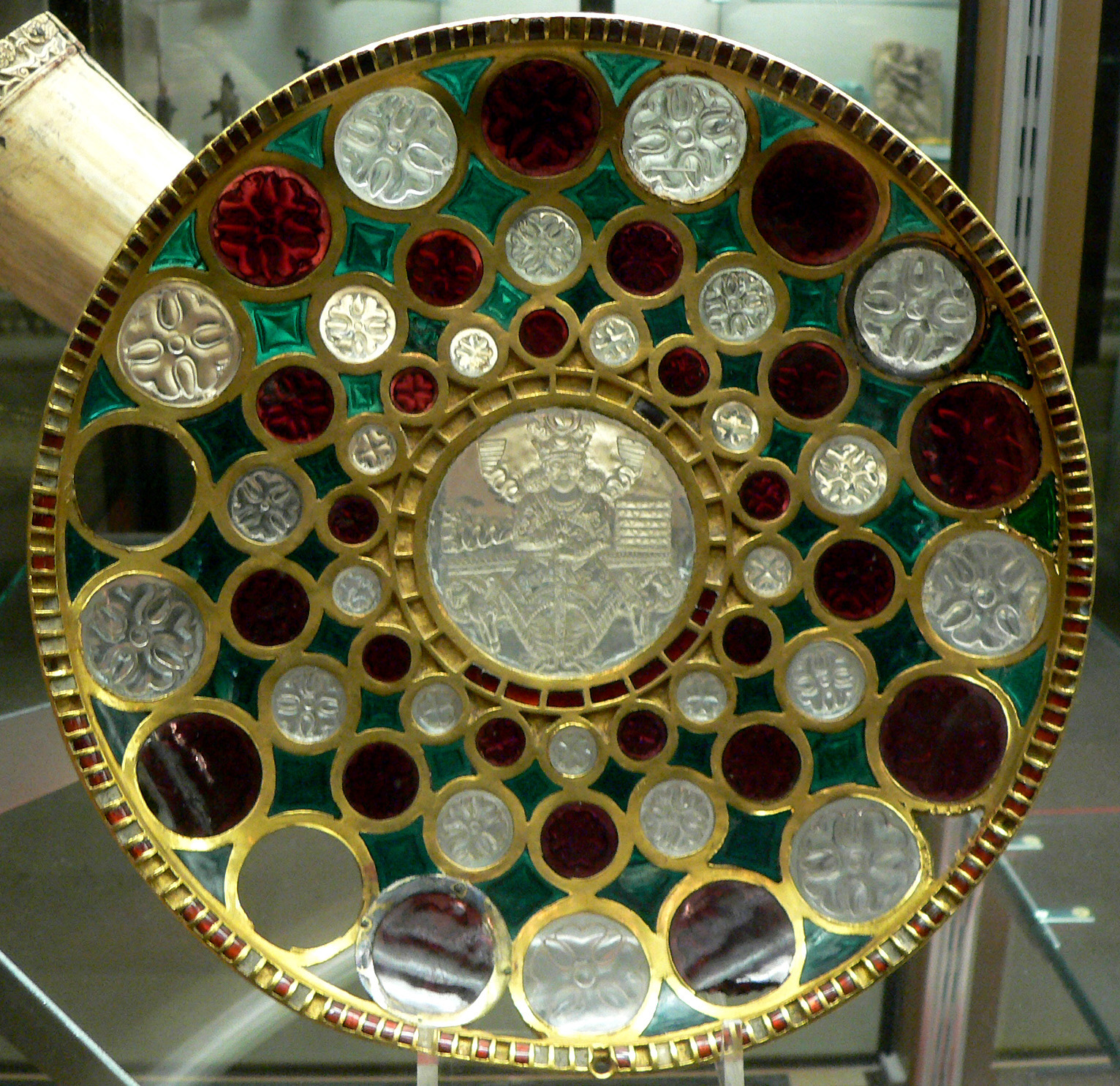
"Coppa di Salomone" sasanide, forse dall'Asia centrale. Oro, granato, cristallo di rocca, vetro

Già tra il III e il IV secolo, i Sasanidi intrapresero tentativi di conquista della Transoxiana, ma la loro espansione graduale provocò rivolte tra i nomadi Kusani, che rifiutarono di cedere il loro territorio e impegnarono in molte battaglie i Sasanidi. Più tardi, alla fine del IV secolo, saranno gli Unni, Chioniti (gli Unni rossi) e poi Kidariti, che sfideranno i Sasanidi per mantenere le loro posizioni in Transoxiana. Essi irromperanno anche sull'Iran.
Nel 427, il re sasanide Bahram V ("Vahram Ghur"), schiacciato le truppe nomadi degli Unni bianchi (Heptaliti) che provenivano dall'Asia centrale e dalla Cina ripristinarono il dominio persiano. Suo figlio Yazdgard II Sipahdost consolida la sua presenza nel 442, eliminando il successore dell'impero Kusana, il regno kidarita, apparentato agli Unni, ex alleato dei Persiani.
La dinastia sasanide controllerà per più di quattro secoli un vasto territorio tra cui la Transoxiana, sviluppando una sontuosa arte di corte, intraprendendo grandi opere civili, e, approfittando della sua posizione unica sulla via della seta, ha condotto vittoriosamente per quasi tutto il periodo le guerre sul fronte orientale, contro gli Unni e i Turchi, e a ovest, contro l'Impero romano.

## Gli Unni bianchi

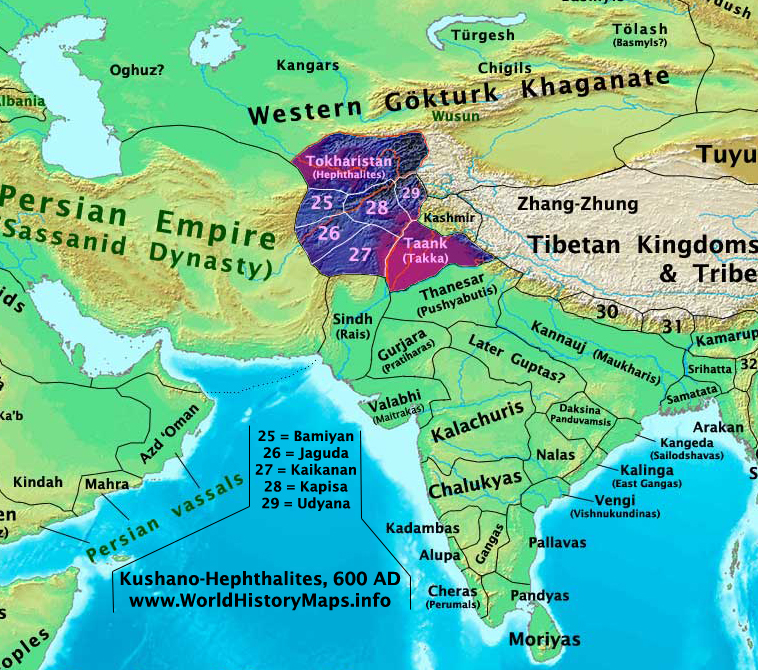
Mappa del regno degli Unni bianchi

L'imperatore sasanide Yazdgard II dovette affrontare gli attacchi delle tribù nomadi degli Unni bianchi nel 442. Suo figlio Peroz chiese agli Unni di dargli delle truppe per prendere possesso della Persia. A quanto pare, al fine di escludere i Sogdiani, gli Unni hanno dovuto adottare il loro linguaggio. In seguito iniziarono a stabilirsi. È generalmente considerato che gli Unni bianchi siano i primi antenati del popolo uzbeko attuale.
Con l'aiuto ottenuto dagli Unni, Peroz I divenne imperatore di Persia nel 459-484. Per ringraziarli, diede loro quartiere Taliqan, a sud est dell'attuale Turkmenistan. E non si attese troppo che cominciasse un  conflitto tra loro.
Gli Unni erano guerrieri talmente feroci che la semplice menzione del loro nome terrorizzavano tutti. I soldati persiani inviati per incontrarli assomigliavano a condannati a morte.
Peroz I fu ucciso nel 484 durante una nuova battaglia contro gli Unni. La sua morte comportò conflitti interni tra i Sasanidi, costringendoli ad abbandonare il territorio dell'attuale Uzbekistan e a rendere omaggio agli Unni.
La conquista del bacino del Tarim fece alleare gli Unni bianchi e il Khaganato di Rouran. Dopo aver inflitto un colpo fatale al Khaganato nel 552, i Göktürk cercarono di allearsi con i Persiani contro gli Unni. Tra il 560 e il 563, furono sconfitti in una grande battaglia che durò otto giorni, nei pressi di Bukhara. Più tardi, vennero divisi in principati che pagavano tributi ai Persiani e ai Turchi.

## I Göktürk dell'Ovest

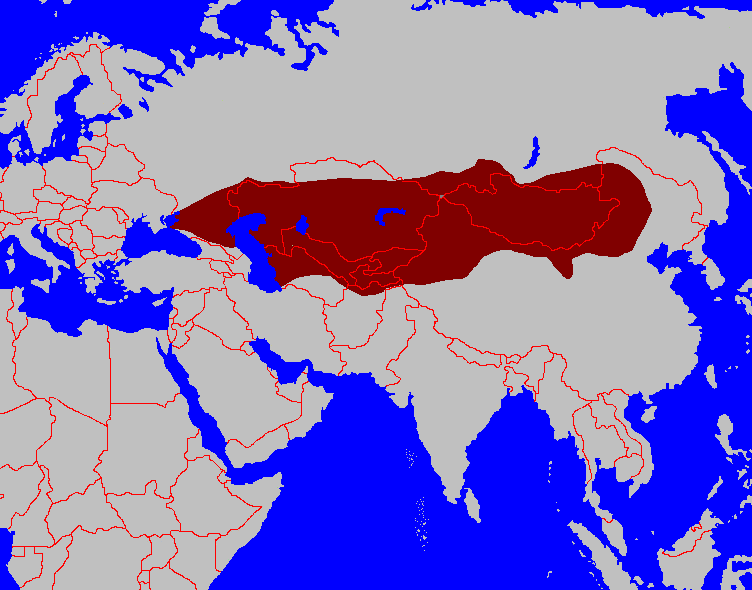
Il Khaganato del Göktürk alla fine del VI secolo

I Turchi avevano istituito il loro impero nel 552. Nel 576, Mugan (Muhan) (553-572), figlio del khan turco Bumin, succedette al padre affidando l'ala occidentale dell'impero dei Göktürk a suo zio Istämi. Quest'ultimo si alleò con i Sasanidi persiani per combattere gli Unni bianchi. Dopo essersi sbarazzati di questi ultimi verso il 563, i due alleati si spartirono l'odierno Uzbekistan, incluso il territorio dei Sogdiani, ma presto entrarono in urto. Nonostante le guerre condotte insieme fino al 630, i Turchi e i Bizantini non potevano superare i Persiani.
Il Khan dei Göktürk Tardu, succeduto al padre Istämi, era stato incoraggiato dai Cinesi, che volevano eliminare l'impero turco. Le sue politiche portarono a una separazione definitiva dell'impero dei Göktürk in due entità, una dei Turchi orientali in Mongolia, diretta da Nivar, fratello di Mugan, e una dei Turchi occidentali nel Tian Shan, Uzbekistan e Kazakistan orientale, guidata da Tardu.
La sconfitta di Tardu provocata dal suo ambizioso nipote Apa Khaghan (Daluobian), portò al caos i Turchi occidentali, fin quando costoro trovarono nuovi comandanti nella persona di Shigui e di suo fratello Tong (secondo l'onomastica cinese). Quest'ultimo era un sovrano potente, che estes3 il suo potere su una parte dell'Afghanistan e nell'India settentrionale. Pochi mesi dopo, le tribù vassalle dei Qarluq si ribellarono e Tong fu ucciso. I Turchi occidentali persero ancora una volta la loro unità. Nell'anno 640, i Cinesi s'impadronirono delle ricche oasi del bacino del Tarim, lungo la via della seta, che si trovavano appena a sud del loro territorio. Nel 651, i Turchi occidentali si schierarono sotto l'autorità del Khan cinese Helu. Dopo aver ottenuto il sostegno degli Uiguri, i Cinesi si mossero contro di lui e lo sconfissero nel 657. Praticamente tutta l'Asia centrale poi cadde nelle mani cinesi.
Sotto i Turchi, in particolare grazie alle loro esigenze di armi e gioielli, i popoli dell'attuale Uzbekistan svilupparono attivamente l'artigianato dei metalli (oro, argento, ferro, piombo, rame, e così via), così come la scrittura. La crescita del commercio sulla Via della seta tra Cina ed Europa ebbe un impatto significativo sulla produzione locale di cotone e seta.
Il famoso pellegrino cinese Xuanzang passò verso il 631 da Tashkent e Samarcanda durante il suo viaggio in India alla ricerca di manoscritti sacri buddisti.

## Gli Arabi

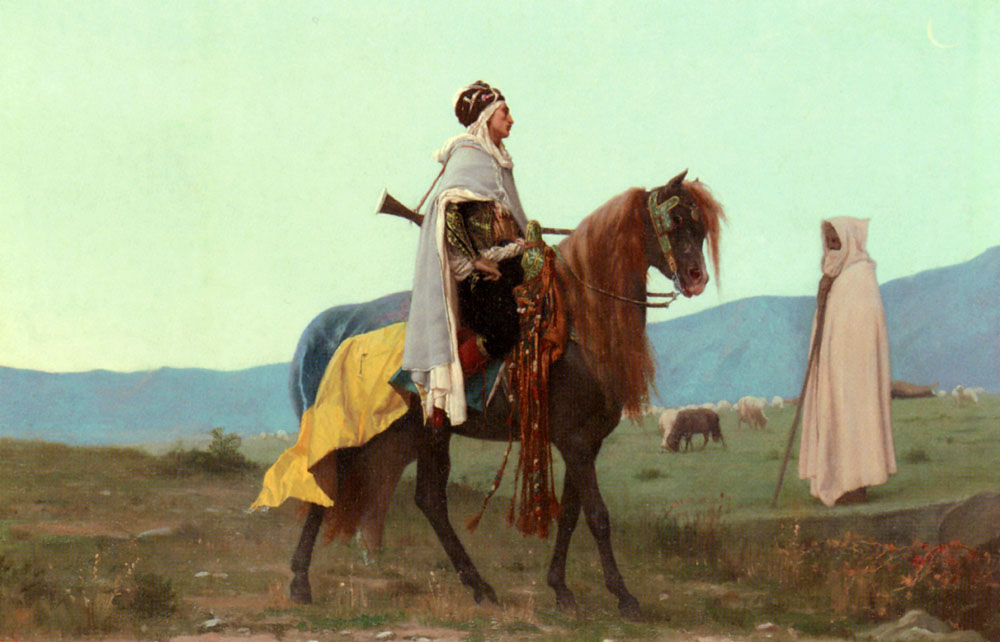
Un cavaliere arabo tela di Gustave Boulanger, raffigurante un Arabo d'Occidente.

Dopo il primo tentativo parzialmente riuscito di conquistare e islamizzare Samarcanda e Ferghana nel 706, gli Arabi, guidati dalle truppe del generale Qutayba ibn Muslim, conquistarono verso il 712 i territori degli attuali Uzbekistan e Kirghizistan. Essi entrarono in contatto con i Cinesi durante il regno del primo califfo abbaside Abu l-ʿAbbās con la battaglia del Talas. Affermarono con la forza l'Islam tra i popoli dell'Asia centrale che avevano praticato fino a quel momento lo zoroastrismo.
I Sogdiani, che avevano accettato di convertirsi all'Islam, furono esentati dal pagamento delle tasse. Data l'ampiezza delle conversioni e la conseguente riduzione delle entrate fiscali, gli Arabi decretarono che i nuovi convertiti dovessero essere circoncisi (malgrado ciò non abbia mai costituito un obbligo per i musulmani) e avere una buona conoscenza del Corano. Questa misura comportò una vasta rivolta.

Mappa delle conquiste omayyadi

Nel 720 e 721 i Sogdiani distrussero la guarnigione araba di Samarcanda, con l'aiuto dei Turchi. Un nuovo governatore del Khorasan fu nominato nella persona di Saʿīd b. ʿAmr al-Ḥarashī. I ribelli sogdiani scelsero questa volta una strategia prudente, arretrando verso oriente. Guidati da Divashtich re della città orientale di Panjikand, alcuni di loro si rifugiarono nella fortezza di Abargar, situata sul monte Mug. Lì, sulla riva sinistra del Zeravshan, gli archeologi hanno trovato molti documenti ricchi di insegnamenti sulla società sogdiana. Gli Arabi quindi assediarono la fortezza e Divashtich si dovette arrendere.
Nel 728, il governatore della Corasmia, Ashras ibn ʿAbd Allāh al-Sulamī, offrì un'esenzione fiscale per i nuovi convertiti, che produsse tuttavia esattamente gli stessi effetti precedenti. Con l'aiuto dei Turchi, Bukhara divenne il centro della rivolta sogdiana. Venne sottomessa nell'estate del 729, dopo diversi mesi di duri combattimenti. Samarcanda, guidata dal re Ghurak (successore di Tarkhun), non si ribellò. Nonostante la repressione degli Arabi, la resistenza dei Sogdiani non si fermò e divenne particolarmente forte nel 733 e 734. Il governatore Naṣr b. Sayyār (738-748) decise quindi di condurre una politica più conciliante verso le élite locali.
Il controllo arabo dell'Asia centrale si consolidò dopo la battaglia del Talāṣ (nel Kirghizistan, nei pressi dell'attuale città di Taraz del Kazakistan) contro i Cinesi nel 751. Questa vittoria segnò l'avanzata più a oriente degli eserciti arabi e dette la possibilità di acquisire una serie di tecniche cinesi, tra cui quella della fabbricazione della carta. Nella battaglia del Talāṣ, gli Arabi vittoriosi fecero prigionieri molti Cinesi, carpendo così il loro segreto. Capirono subito il valore di questo nuovo mezzo per diffondere l'Islam, e Samarcanda sarà il primo centro di produzione della carta nel mondo musulmano. Inoltre, miglioreranno la sua fabbricazione, incorporando nella preparazione degli stracci. Il califfo Hārūn al-Rashīd impose l'uso della carta in tutta l'amministrazione del Califfato. La carta arriverà poi nel resto del mondo conosciuto e, attraverso le conquiste arabe, nell'Occidente e in Asia centrale. Si troverà a Baghdad nel 793, nel 900 al Cairo, a Xàtiva (San Felipe, Spagna) nel 1056 e, infine, in Francia nei primi anni del XIV secolo.

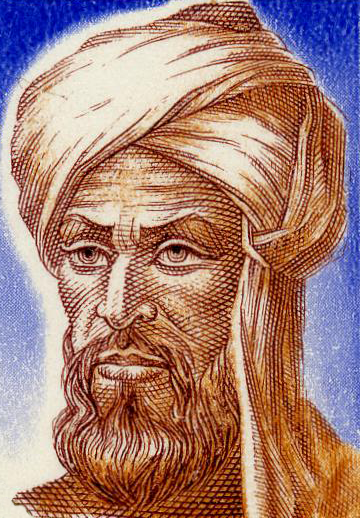
Muḥammad ibn Mūsā al-Khwārizmī

Il popolo dell'Uzbekistan organizzò numerose rivolte contro gli Arabi, la più importante delle quali avvenne in Sogdiana nel 720-722, ma essa si verificò ancora nel 734-737 in Sogdiana e Corasmia e, infine, nel 747-750 sotto la guida di Abu Muslim, che contribuì potentemente alla caduta degli Omayyadi e alla presa di potere degli Abbasidi. Altre rivolte ebbero luogo nel 801-802 e nel 806 in tutto il Mā warāʾ al-nahr (nome che gli Arabi diedero alla Transoxiana).
L'annessione della Transoxiana al Califfato abbaside contribuirà alla crescita delle grandi città di Samarcanda, Tashkent, Termez e Bukhara, allo sviluppo dell'artigianato, del commercio (in particolare quello di confine) e alle tecniche di irrigazione. Dal 750 al 850, la scienza arabo-musulmana abbaside conobbe la sua acme. I governanti pagavano, a volte a peso d'oro, qualsiasi libro recentemente tradotto in arabo e, quindi, a partire dal IX secolo, la maggior parte degli scritti della Grecia classica ed ellenistica erano disponibili in arabo. Il filosofo al-Farabi (nato in Transoxiana), il "secondo maestro" (in riferimento al primo maestro, Aristotele), svolse un ruolo importante in questa dinamica.
Il grande matematico al-Khwarizmi, che elaborò i principi algebrici e che dette il suo nome all'algoritmo, nacque verso il 783 a Khiva. Il famoso astronomo al-Farghānī (805-880) era nativo di Ferghana, mentre l'Imām Muḥammad al-Bukhārī (810-870), famoso tradizionista musulmano sunnita di origine persiana, nacque nella città di Bukhara.

## I Samanidi persiani

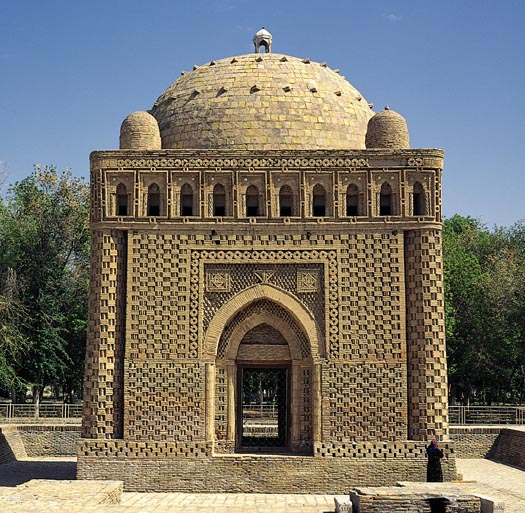
Mausoleo dei Samanidi a Bukhara

I Samanidi furono la prima dinastia persiana a riconquistare il potere in Uzbekistan dopo la conquista araba.
Nell'819, il califfo al-Maʾmūn (813-833) aveva ricompensato i quattro figli dei territori persiani Saman Khoda (Nūḥ, Aḥmad, Yaḥyā e Ilyās) per il loro fedele servizio, dando a ciascuno di loro una provincia. Ismāʿīl I (892-907), figlio di Ahmad, prese rapidamente il controllo della Transoxiana e della Corasmia persiana e vi si stabilì come un governatore semi-indipendente, scegliendo Bukhara come sua capitale. La Valle dello Zeravshan, la regione di Shash (Tashkent) e le città di Samarcanda e Termez sono state anche al centro dello sviluppo del territorio samanide, il suo artigianato e il suo commercio fiorente (vetro, carta, pelle, tessuto, seta, bestiame ecc).

Medio Oriente e Asia Centrale intorno all'anno 1000.

Nel 900, Aḥmad sconfisse il Saffaride ʿAmr b. al-Layth che voleva invadere la provincia. Da allora in poi, fino all'anno 1005, i Samanidi rimasero padroni di gran parte dei loro territori.
Per reggere il confronto con i loro vicini meridionali (Tahiridi, Ghaznavidi e Ghuridi) con i quali si trovano a competere per il potere nel X secolo, i Samanidi non solo usavano la forza militare, ma anche l'arte. Essi sviluppano l'architettura urbana e funeraria, creano dei pezzi di ceramica molto diversi con uno scenario caleidoscopico, disegni in marmo, ecc.
Il grande medico e filosofo Avicenna (Abū ʿAlī b. Sīnā), nacque vicino a Bukhara nel 980, mentre l'enciclopedista scienziato al-Bīrūnī, che era il suo corrispondente, nacque nel 973 in un sobborgo di Kath, nei pressi della città attuale uzbeka di Urgenč.

## I Karakhanidi, i turchi Selgiuchidi e l'Impero corasmio

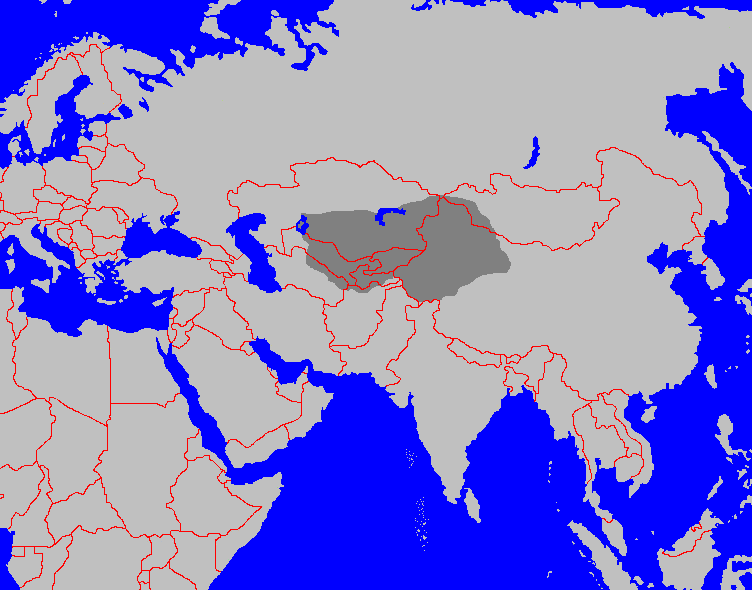
Regno dei Karakhanidi

La dinastia turca dei Karakhanidi, considerati gli antenati dei moderni uzbeki, governarono sull'attuale Uzbekistan dalla fine del IX secolo al 1212. Nel 920, i Karakhanidi  si convertirono collettivamente all'Islam. Sotto il regno di Harun I (982-993), hanno preso Bukhara nel 992 dai Samanidi. Sotto il regno dei suoi successori, i Karakhanidi completarono la conquista della Transoxiana cacciando definitivamente i Samanidi nel 999.
Dopo la sconfitta dei Karakhanidi sui Selgiuchidi (1040), un'altra dinastia turca dell'Asia centrale e avversari tra i più pericolosi, il Khanato dei Karakhanidi venne tagliato in due: il regno occidentale, la cui capitale era Bukhara, si è trasferito nel 1042 Samarcanda, e il regno orientale con Kashgar come centro. Nel 1089, i Selgiuchidi sconfissero definitivamente il regno occidentale poi sotto il regno di Aḥmad I (1081-1095) occuparono Bukhara e Samarcanda. Nonostante le difficoltà, i Karakhanidi della Transoxiana riuscirono a sviluppare un'intensa attività architettonica. Così, sotto Maometto II (1102 - 1130) venne eretto a Bukhara il minareto Kalyan. Più tardi, nel 1124-1218, nella Valle di Ferghana avvennero le conquiste delle tribù proto-mongole cinesi dei Kara Khitai. Il sovrano della Corasmia ʿAlāʾ al-Dīn Tekish (Takash) (1172-1200) conquistò la Persia nel 1194 e deposto lo stesso anno l'ultimo sultano turco della dinastia dei Grandi Selgiuchidi Tuğrul ibn Arslan che ha regnato su una parte della Transoxiana. Ma è dallo scià della Corasmia ʿAlāʾ al-Dīn Muḥammad che lo Stato dei Karakhanidi con la capitale Samarcanda fu distrutto nel 1212.

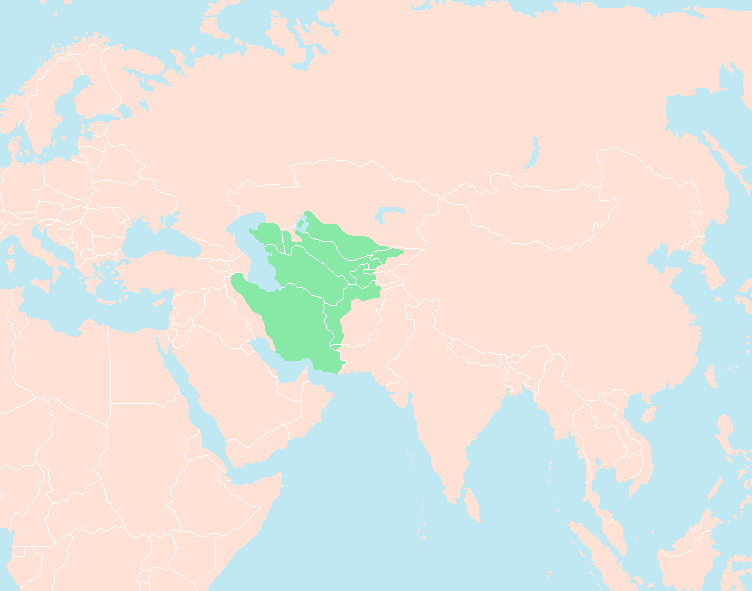
Mappa dell'Impero corasmio

L'ascesa della Corasmia come grande potenza non poteva aver luogo senza l'alleanza della dinastia con i Cumani e gli Oghuz. Ma le campagne e le incursioni di questi ebbero conseguenze devastanti per l'agricoltura in Asia centrale in quanto, oltre alla distruzione a causa delle guerre, molti campi furono trasformati in pascolo per gli armenti dai nomadi cumani.
Il regno dell'Impero corasmio fu di breve durata. Nel 1219, il governatore corasmio di Otrar sul Syr Darya attaccò una carovana di mercanti-spia inviati da Gengis Khan e ne uccise i componenti. Gli ambasciatori inviati da quest'ultimo per chiedere spiegazioni incontrarono lo stesso destino: ciò provocò una terribile repressione.
Nel 1220, i Mongoli conquistarono l'odierno Uzbekistan, le principali città come Samarcanda, Bukhara e Tashkent subirono gravi distruzioni.

## I mongoli e i turco mongoli

Estensione dell’impero Mongolo
Impero mongolo
Nel 1294 l'impero è stato scisso in:
Orda d'oro
Khanato Chagatai
Houlagides
Impero del Gran Khan (Dinastia Yuan)

Impero mongolo
     Orda d'oro
     Khanato Chagatai
     Houlagides
     Impero del Gran Khan (Dinastia Yuan)

### Gengis Khan, i Chagataidi e Barlas
La presa di Samarcanda ebbe luogo per opera del Khan mongolo Gengis Khan (1220), che aveva rovesciato l'Impero corasmio. Ha poi lasciato il suo impero ai suoi quattro figli, sotto l'autorità del terzo, il Khan supremo Ögödei. L'attuale Uzbekistan finì nelle mani del suo secondo figlio Chagatai, che dette origine alla dinastia dei Chagataidi.
Il Khanato Chagatai, fu fondato nel 1219 come regno turco-mongolo, e copriva gli attuali quattro paesi dell'Asia centrale, Kazakistan meridionale, Xinjiang occidentale cinese e Afghanistan settentrionale. Ha agito dal 1229 al 1571 come regno autonomo all'interno dell'Impero mongolo.
Nella prima metà del XIV secolo, l'impero di Chagataidi si divise in due, quello mongolo nomade orientale, e il Mā warāʾ al-Nahr, un khanato (ulus) occidentale, per lo più sedentario. Il regno di Chagatai durò fino al 1347 quando il leader della tribù di Karnau, Kazaghan (Qazghan) assassinò l'ultimo grande Khan di Chagatai, Kazan (Qazan Khan ibn Yasaur) e proclamò l'emiro.
L'emiro Kazaghan e dopo di lui suo figlio ʿAbd Allāh regnarono sull'attuale Uzbekistan fino ai primi anni del 1360, ma dopo l'assassinio di quest'ultimo, il paese cadde nel caos. I nomadi del Mongolistan, meglio addestrati militarmente, approfittarono della situazione, organizzando numerosi attacchi che indebolirono e impoverirono la regione. Poi la tribù mongola-turca dei Barlas, spregiativamente chiamati "asini", al comando di Haji Barlas, cominciarono a crescere d'importanza nella regione. Dopo la fuga di Haji Barlas in Persia, fu il nipote Timur (Tamerlano), che prese il comando.

### Tamerlano e i timuridi

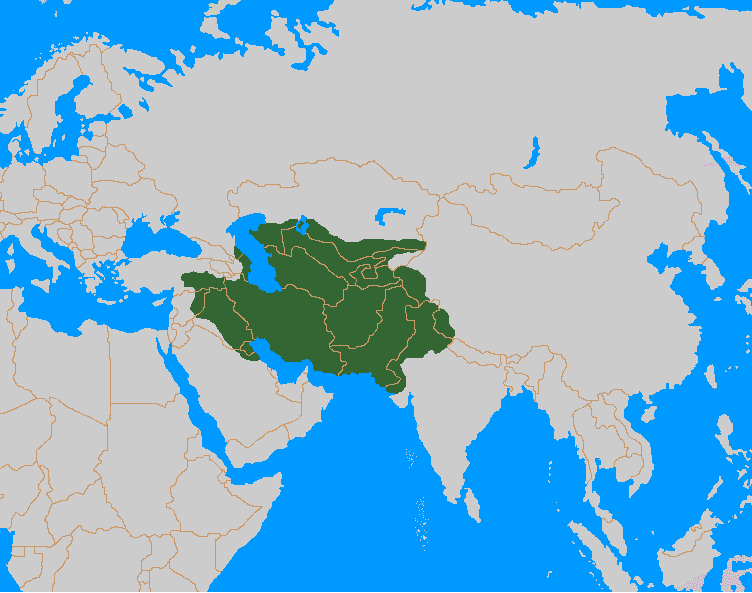
L'Impero di Tamerlano

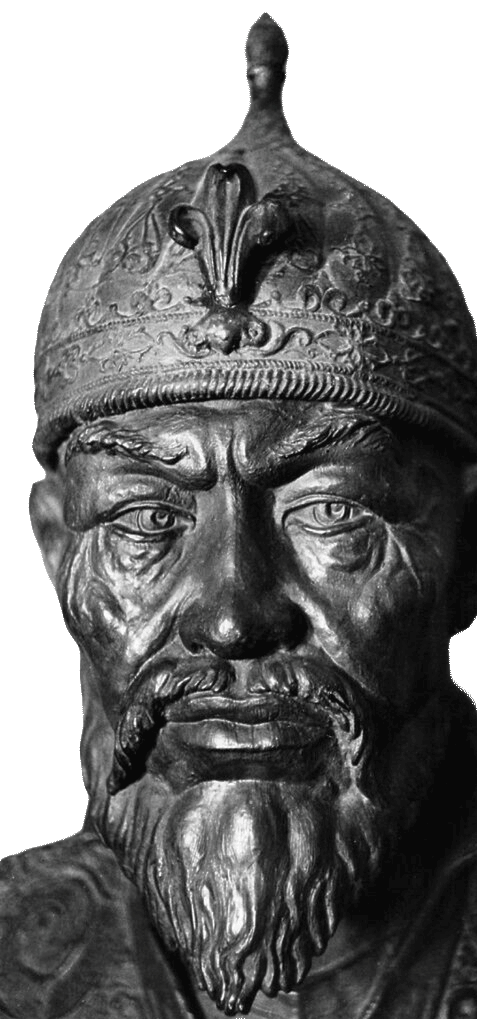
Tamerlano

Tamerlano (1336-1405), noto anche come Amīr Tīmūr, nato a Kesh attuale Shakhrisabz (Shahr-e Sabz) nei pressi di Samarcanda, da una tribù turco-mongola di Barlas, fu un grande lcondottiero e studioso di arte e lettere. Era un lontano parente di Gengis Khan. Orgoglioso comandante e spietato, disabile di gambe (il suo nome Tamerlano deriva dal persiano "Teimūr Lang" o "Timur lo Zoppo", in turco "Timur Aqsaq"), fino alla fine della sua vita non fu in grado di camminare, è sempre andato a battaglia ordinando ai suoi uomini di portarlo nella mischia, armato della sua spada.
Grazie a un complesso sistema di alleanze, fu eletto Grande Emiro di Samarcanda nel 1369, dove installò la sua capitale, fece risorgere questa prestigiosa città che i Mongoli di Gengis Khan avevano devastato nel 1220, facendovi convergere ricchezza e talento di artisti, artigiani, studiosi e letterati, catturati durante le sue campagne.

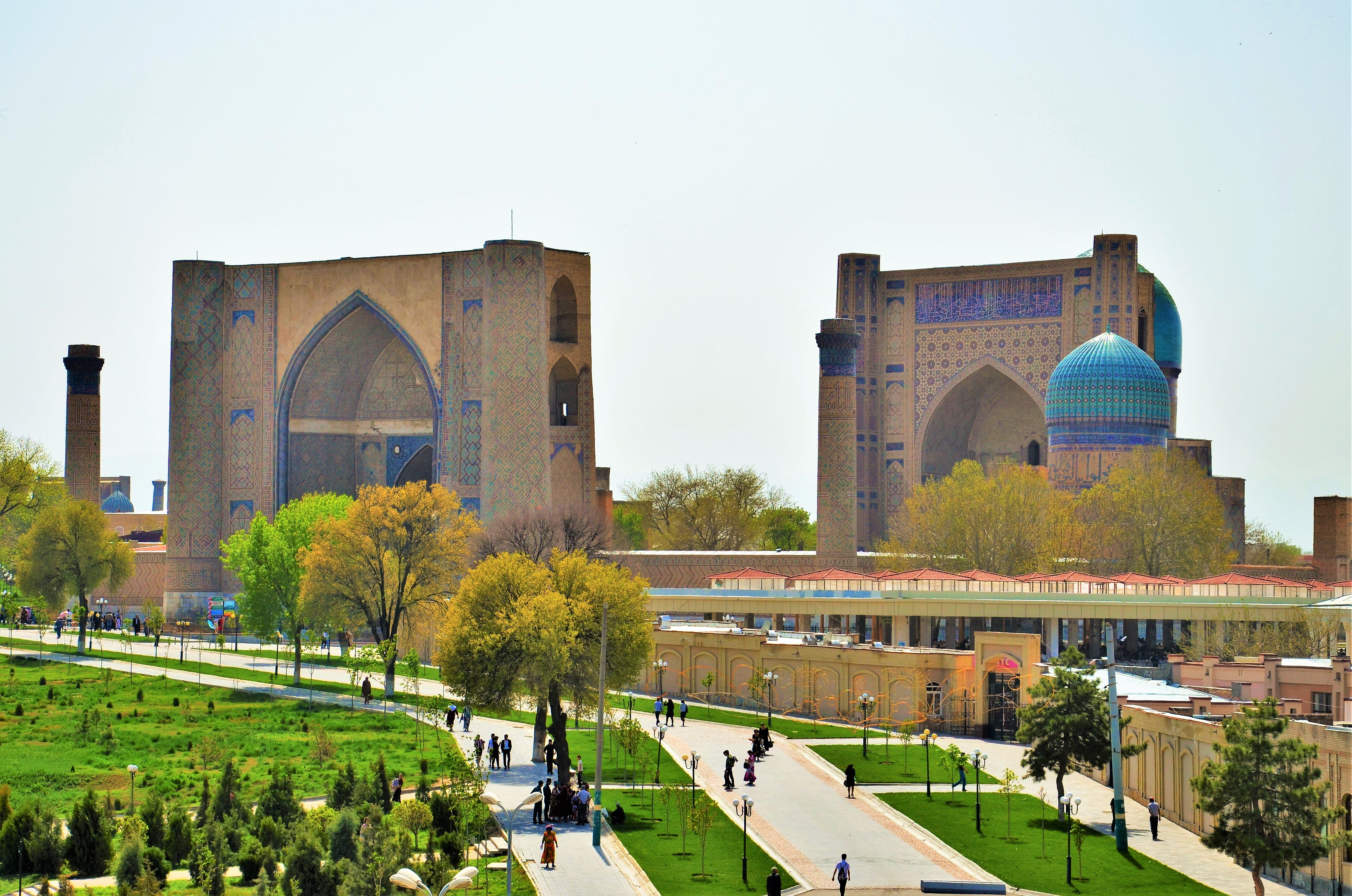
La Moschea di Bibi Khanum

Dopo aver sposato Aldjaï, una nipote dell'emiro di Qazghan, morta prima del 1370, sposò diverse vedove del fratello Mir Hussein, fra cui Saray Malik Katun, conosciuta con il titolo di Bibi Khanum ("maggiore principessa"), era figlia del defunto khan Qazan che gli aveva conferito l'ambito titolo di güregen ("figlio imperiale"). Una famosa moschea a Samarcanda prende il nome dalla principessa.
Tamerlano, impegnato in una rapida conquista del mondo islamico, s'impadronì della Corasmia e del Grande Khorasan nel 1371, dell'Iran e della Mesopotamia cinque anni più tardi, e poi delle pianure dei Kipchak, dove regnava l'Orda d'Oro, per poi andare nel 1395 a colpire diverse città in Russia prima di avviare la campagna per la conquista dell'India (1398-1399), in cui saccheggiò la città di Delhi.
In Anatolia nel 1402, catturò il sultano ottomano Bayazid II e in più combatté in Siria, prese Damasco, dirigendosi verso l'Egitto, ma la dinastia mamelucca si dichiarò sua vassalla, evitando l'annessione del suo territorio. A settantuno anni, stava per trasferirsi in Cina quando la morte lo colse.

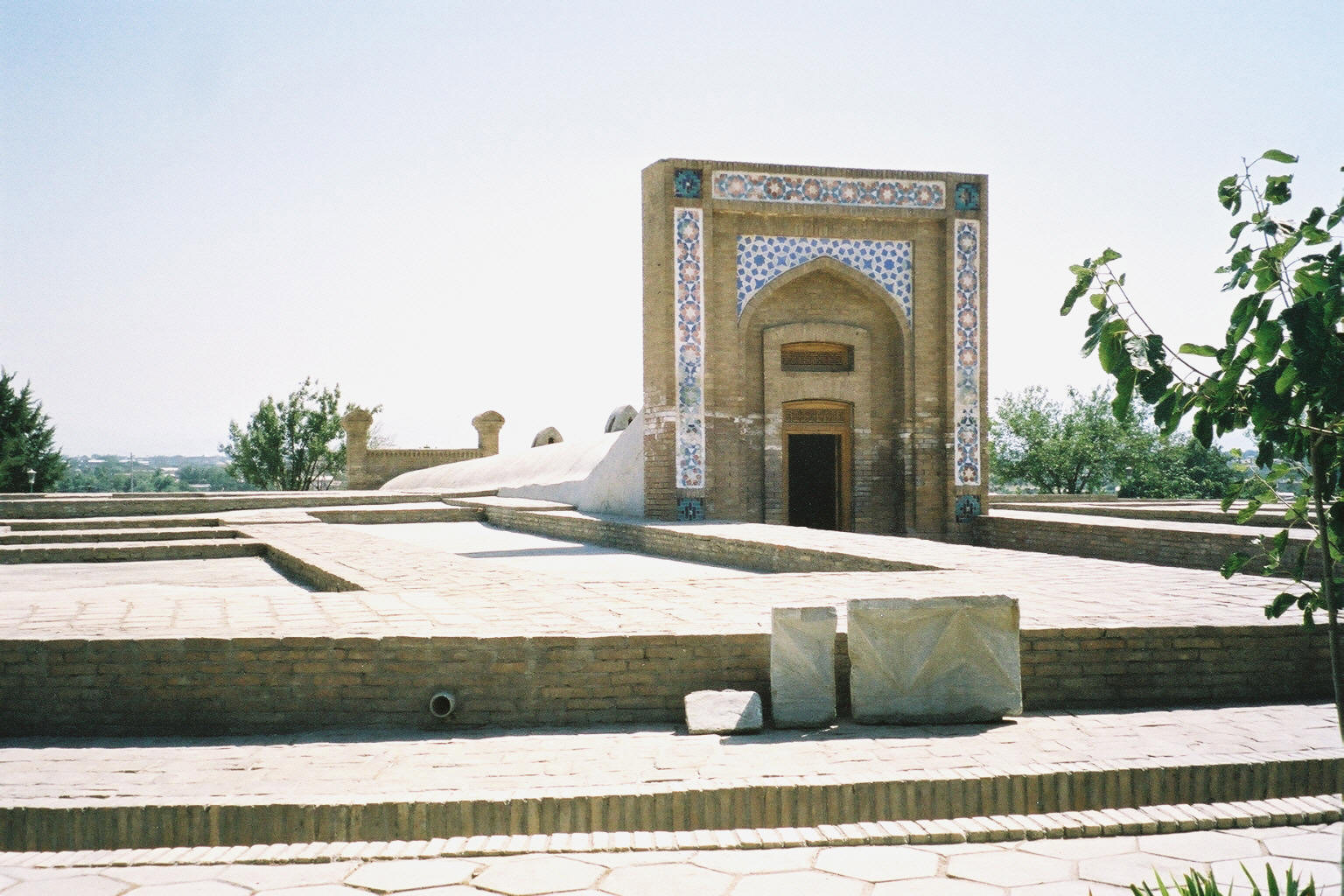
L'osservatorio di Ulugh Beg

Il suo impero, che comprendeva diversi paesi attuali dell'Asia centrale, gli sopravvisse per un secolo. La successione fu organizzata già nel corso della sua vita, e fu suo figlio Shah Rukh che salì al trono. Ma il territorio era stato spezzettato in fretta, e fu il successore di Timur a prendere le armi per riconquistare l'impero ereditato dal padre. Nel 1420, guidò l'Iran e l'Iraq, e dominò, almeno nel nome, l'India e la Cina. Suo figlio, Ulugh Beg, famoso astronomo e governatore di Samarcanda, gli succedette nel 1447. Ma, attaccato da tutte le parti, conobbe un periodo di declino territoriale che proseguì fino alla fine del regno di Sulṭān Ḥusayn Mīrzā Bayqarā (r. 1469-1506), con cui si chiuse la dinastia.
L'Impero timuride cadde nel 1507 per mano della dinastia degli Uzbeki shaybanidi. Le grandi conquiste culturali, artistiche e scientifiche ebbero come luogo privilegiato soprattutto Samarcanda e Herat, durante il XV secolo, chiamato Rinascimento timuride, in particolare durante i regni di Shah Rukh (1377-1447), di Ulugh Beg (1394-1449) e Sulṭān Ḥusayn Mīrzā Bayqarā (1438-1506).
Ulugh Beg, essendo un grande studioso, costruì una madrasa a Samarcanda, inaugurata nel 1420, dove probabilmente insegnò, ed edificò un osservatorio, aperto nel 1429, dove lavorarono circa 70 matematici e astronomi, compresi Qadi-zade-i Rumi, al-Kashi e ʿAlī al-Qushjī, che portarono a conclusione lo zij-i Sultani (Zīj-e Solṭānī, in persiano), la cui accuratezza è rimasta insuperata per due secoli. Alla morte di Shah Rukh nel 1447, salì al trono dei Timuridi, ma entrò in conflitto con i figlio maggiore, Abd al-Laṭīf, che lo assassinò nel 1449 per salire poi al trono, prima di essere ucciso stesso nel 1450. ʿAlī al-Qushjī ha lasciato una copia dello Zīj-e Solṭānī a Tabriz e Istanbul, da dove raggiunse poi l'Europa.
La Madrasa di Ulugh Beg continuò a funzionare fino al XVII secolo, ma la vita culturale dei Timuridi si concentrò a Herat, nella seconda metà del XV secolo, quando il famoso poeta e filosofo uzbeko Ali-Shir Nava'i, fondatore della lingua uzbeka moderna, condusse la sua vita e il suo lavoro.

## I primi uzbeki (shaybanidi)

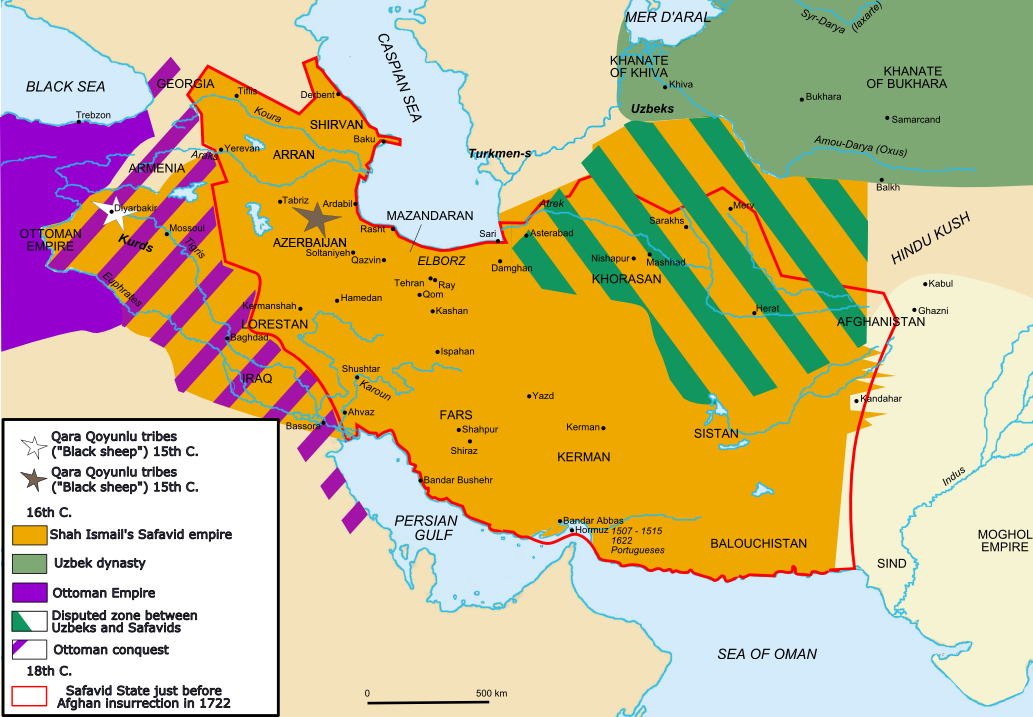
Mappa dei regni dell'epoca

Gli Shaybanidi, dinastia mongola musulmana discendente da Shibani Khan, figlio di Joci, originariamente composta da 15.000 famiglie, era stato un piccolo Batu Khan (Canato) all'interno dell'Orda d'Oro chiamata Orda Grigia nell'attuale Kazakhstan occidentale. Per diversi secoli, gli shaybanidi hanno notevolmente moltiplicato, senza riuscire a mantenere un'unità delle tribù.
Il possente Khan Abu l-Khayr è riuscito a unire le tribù nomadi shaybanide che abitavano tra Tobol, Ural e Syr Darya nel 1429 sotto il nome di Ulus uzbeko. Questa è la prima volta il nome "uzbeko" è apparso nella storia; senza avere un significato etnico, che prende il nome da Uzbek Khan, principe mongolo del XIV secolo che ha impiantato l'Islam in seno all'Orda d'Oro.
Abu l-Khayr, conquistando la Corasmia nel 1447, ha cercato di creare un forte stato uzbeko, ma è stato ucciso nel 1468 dalle tribù dell'attuale Kazakistan. Suo nipote, il principe Muḥammad Shaybānī rifondò con il fratello Maḥmūd, il Khanato dell'Uzbekistan e conquistò nel 1500, usando mercenari di Astrachan', le città di Bukhara e Samarcanda. Rovesciò così facilmente i Timuridi nel 1507, ma venne ucciso in una battaglia con i persiani nel 1510.
Gli altri sultani shaybanidi, Ilbars e Bilbars, presero possesso di Khiva nel 1511. Tuttavia, il khanato non ebbe assicurato il suo territorio che nel 1512, dopo la sua vittoria contro il Moghul Babur, ma senza essere in grado di consolidare in uno Stato unico e solido. Verso il 1512, il Khanato uzbeco era governato da quattro khan che vi hanno regnato separatamente.

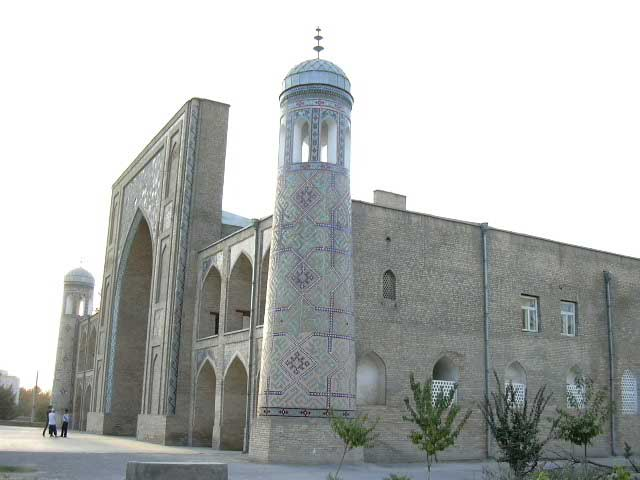
Madrasa Kukeldash a Tashkent, capitale del shaybanidi, XVI secolo

Il Khanato uzbeko ha cercato di approfittare del traffico delle carovane che attraversavano la regione, ma nel lungo periodo, rimase tagliato fuori dal commercio internazionale. Inoltre, durante il regno di ʿAbd Allāh II di Bukhara, il Khanato sperimentò una stagnazione intellettuale a causa di una maggiore presa religiosa sullo Stato.
La dinastia dei Shaybanidi si estinse nel 1598 con l'assassinio da parte dell'entourage del Khan di Bukhara e Samarcanda di ʿAbd al-Muʾmin. Durante la seconda metà del XVII secolo, il Canato di Bukhara ha sperimentato un cambiamento dinastico e fu governato da un lignaggio nativo di Astrachan', i Janidi, discendenti di Jochi. Gran parte della tribù uzbeka discendente da Abu l-Khayr si troverà più a nord, in particolare nella valle del fiume Chu, per formare l'etnia dei kazaki.
Nel XVI secolo sui vasti territori dell'Asia centrale, in particolare dalle parti dell'Uzbekistan, la poesia del grande poeta iraniano Giami era estremamente popolare, e ha arricchito l'arte della pittura di nuovi temi. Ciò ha segnato l'inizio dello sviluppo di molte scuole d'arte, le più grandi delle quali erano in Iran.

## Il regno di Babur nel Fergana

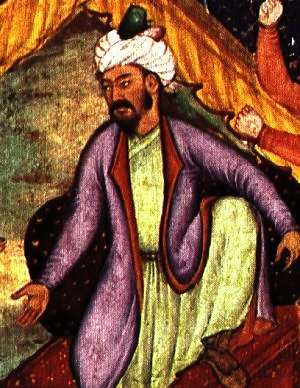
Babur

La culla della religione zoroastriana, Fergana, ha giocato nel Medioevo un ruolo centrale nella storia del potente impero Mogul in Asia meridionale e l'India, Babur ne è stato il fondatore.
Alla morte di Omar Sheikh Mirza II, re di Fergana nel 1498, suo figlio Zahiruddin Muhammad Bābur (1483-1530), anche se ancora minorenne, fu il capo di quella regione della parte orientale dell'attuale Uzbekistan. Un discendente di Tamerlano tramite certo Miran Shah e Gengis Khan attraverso sua madre, una volta assicurato il suo trono, pensò ossessivamente di espandere i suoi territori.
Così nel 1497, attaccò e prese Samarcanda, su cui pensava di avere un legittimo diritto ereditario. Ma una ribellione tra i suoi nobili determinò il sequestro del suo regno, le sue truppe lo hanno abbandonato e lui perse le sue conquiste. È arrivato a riprendere Samarcanda più tardi, ma è stato presto scacciato nel 1501 dal suo principale nemico, Muḥammad Shaybānī, il potente Khan degli Uzbeki. Per tre anni si aggirò invano tentativo di recuperare i suoi beni perduti. Nel 1504, raccolte alcune truppe di fedeli, Babur attraversa l'Hindu-Kush e prende con la forza la città di Kabul, trovandosi a capo di un ricco regno.
Ancora una volta, nel 1510, dopo la morte di Muḥammad Shaybānī, Babur ha reclamato i suoi possedimenti originali ricevendo l'aiuto decisivo del turkmeno Ismāʿīl Safavī. Con la nuova forza, fece nel 1511 un ingresso trionfale a Samarcanda. Ma nel 1514 è stato nuovamente sconfitto dai khan uzbeko e dovendo tornare con difficoltà a Kabul.

## I tre Khanati usciti dalla divisione del Khanato di Chagatai

### Khanato di Khiva

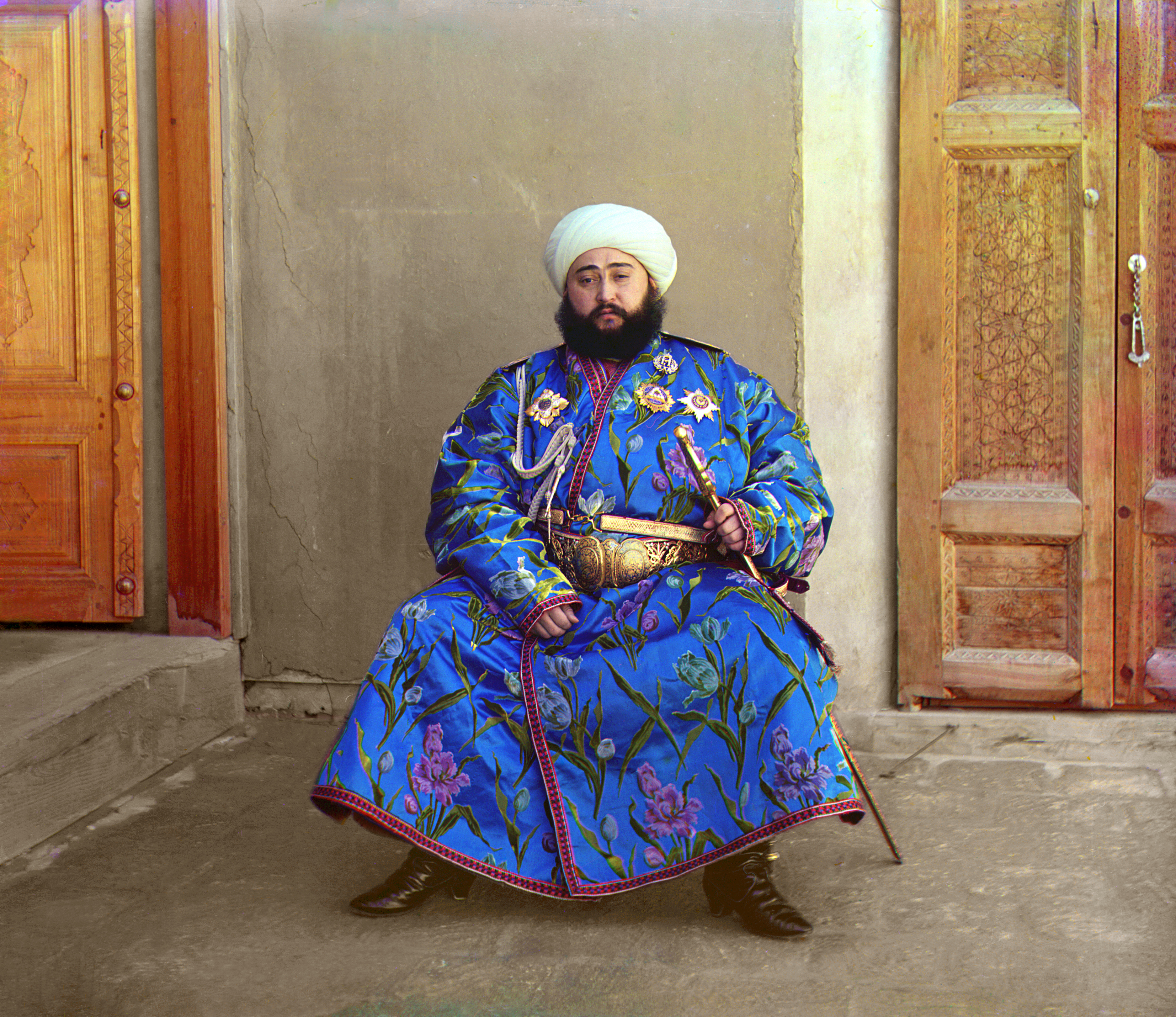
Mohammed Alim Khan (1880-1944), l'ultimo emiro di Bukhara. Fotografia a colori di Prokudin-Gorski presa nel 1911

Il Khanato di Khiva, chiamato anche "Stato di Khwarezm (Corasmia)," è stato il più anziano dei tre khanati uzbeki, tra il 1512 e il 1920 a sud del lago d'Aral. Avendo inizialmente la sua capitale a Gurganj (Urgench), a seguito del brusco cambiamento nel corso dell'Amu Darya (Oxus) nel 1598, che è stato fatale, Khorezm trasferì la capitale a Khiva piccola fortezza del tempo. Per alcuni secoli Khiva diventa la mecca del mondo sunnita dell'Asia centrale, prima di diventare un protettorato dell'Impero russo nel 1873.

### Khanato (Emirato) di Bukhara
Il Khanato di Bukhara (1599-1920), era uno Stato dell'Asia centrale prevalentemente persiano, con capitale a Bukhara, e che comprendeva anche la città di Samarcanda.
La dinastia dei Janidi governò il Khanato di Bukhara dal 1599 al 1785 dopo aver deposto gli altri discendenti di Joci della dinastia uzbeka degli shaybanidi. Nel XVII secolo, i membri della dinastia hanno costruito due delle tre madrase nella piazza Registan di Samarcanda (nel 1646 e il 1660).

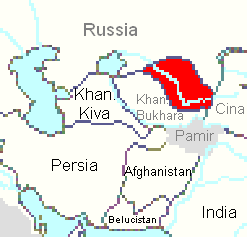
Il Khanato di Kokand

Il Khanato di Bukhara è stato ribattezzato "emirato" nel 1785, in seguito alla conquista dello Scià di Persia, Nadir Shah. Nel 1868, l'Emirato di Bukhara divenne protettorato della Russia. Poco dopo la Rivoluzione d'Ottobre, dopo la cattura di Bukhara da parte dell'Armata Rossa il 2 settembre 1920, perse definitivamente la sua indipendenza per formare la Repubblica popolare sovietica di Bukhara prima di entrare nel 1924 nel RSS uzbeko (nella sua grande parte) e nel RSS Tagika.

### Khanato di Kokand
Il Khanato di Kokand, che ha avuto origine nella valle di Fergana, era uno Stato esistente tra il 1709 e il 1876 in un territorio compreso entro i limiti Orientali dell'Uzbekistan odierno e parti dell'attuale Tagikistan e Kirghizistan. La vasta orda di nomadi kirghisi e kazaki, attiva nel Kazakistan orientale, divenne ben presto sua vassalla.
Nei primi anni del XIX secolo, Kokand viene annessa alla città di Tashkent. Sotto la minaccia di un attacco del Khanato di Bukhara che si apprestava ad annettere Tashkent, il generale russo Michail Grigor'evič Černjaev colse l'occasione per fare un'offensiva sul Khanato di Kokand. A seguito di pesanti combattimenti nel 1876 Kokand fu annessa alla Russia aprendo la strada ai russi per il resto dell'Asia centrale.

## Sotto l'Impero Russo

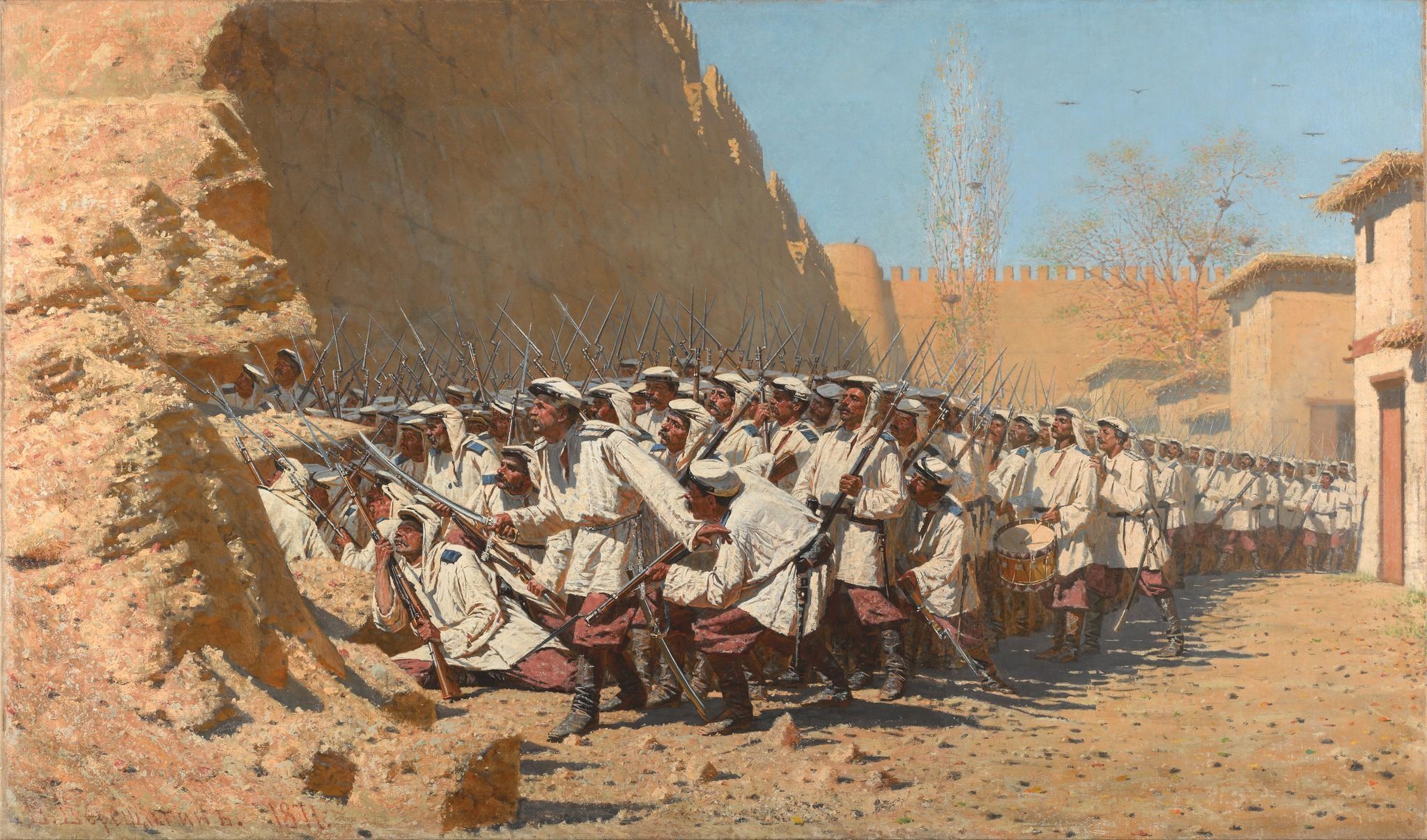
I soldati russi prendono Khiva. Quadro di Vereshchagin (1842 - 1904)

I russi compaiono nella regione alla fine del XIX secolo, dopo una vittoria lampo delle truppe del generale Michail Grigor'evič Černjaev a Shymkent (nell'attuale Kazakhstan) nel 1864. In primo luogo sostennero i kazaki nomadi e il Khan di Bukhara e Khiva, e poi a est dell'attuale Uzbekistan, tra cui Tashkent (1865). I territori conquistati sono stati raggruppati in un'unità amministrativa chiamata Governo Generale del Turkestan. Nel 1867 Tashkent divenne la capitale del Turkestan, che svolgerà un ruolo importante nella storia della coltivazione del cotone.
Le autorità zariste hanno favorito la cultura del cotone nel Turkestan invece dell'allevamento tradizionale estensivo. La produzione e la distribuzione erano controllate dai russi, che hanno portato significativi conflitti tra la popolazione locale e i coloni. Nel dominio linguistico, la Russia ha adottato varie misure per diffondere il russo nei territori conquistati in Asia centrale.
Nel mese di marzo del 1876, il Khanato di Kokand cade a sua volta sotto le mani dei russi, dopo aspri combattimenti di Pulad Khan contro le truppe comandate dal generale russo von Kaufmann e Skobelev. I khanati di Bukhara (che comprende anche Samarcanda) e Khiva, divennero protettorati russi nel 1868, perdendo completamente la loro sovranità nel 1920 quando sono stati incorporati nel Turkestan russo.
Nel 1916, gli uzbeki si ribellarono contro le autorità russe, ma la rivolta fu duramente repressa dalle autorità imperiali.
Tuttavia, queste annessioni russe permettono l'introduzione di nuove relazioni socio-culturali, il commercio intenso tra i russi e i commercianti uzbeki, così come lo sviluppo dell'istruzione, l'industria e le ferrovie, che porta allo sviluppo socio-economico veloce della regione.

## L'epoca sovietica

### Genesi della moderna nazione uzbeka

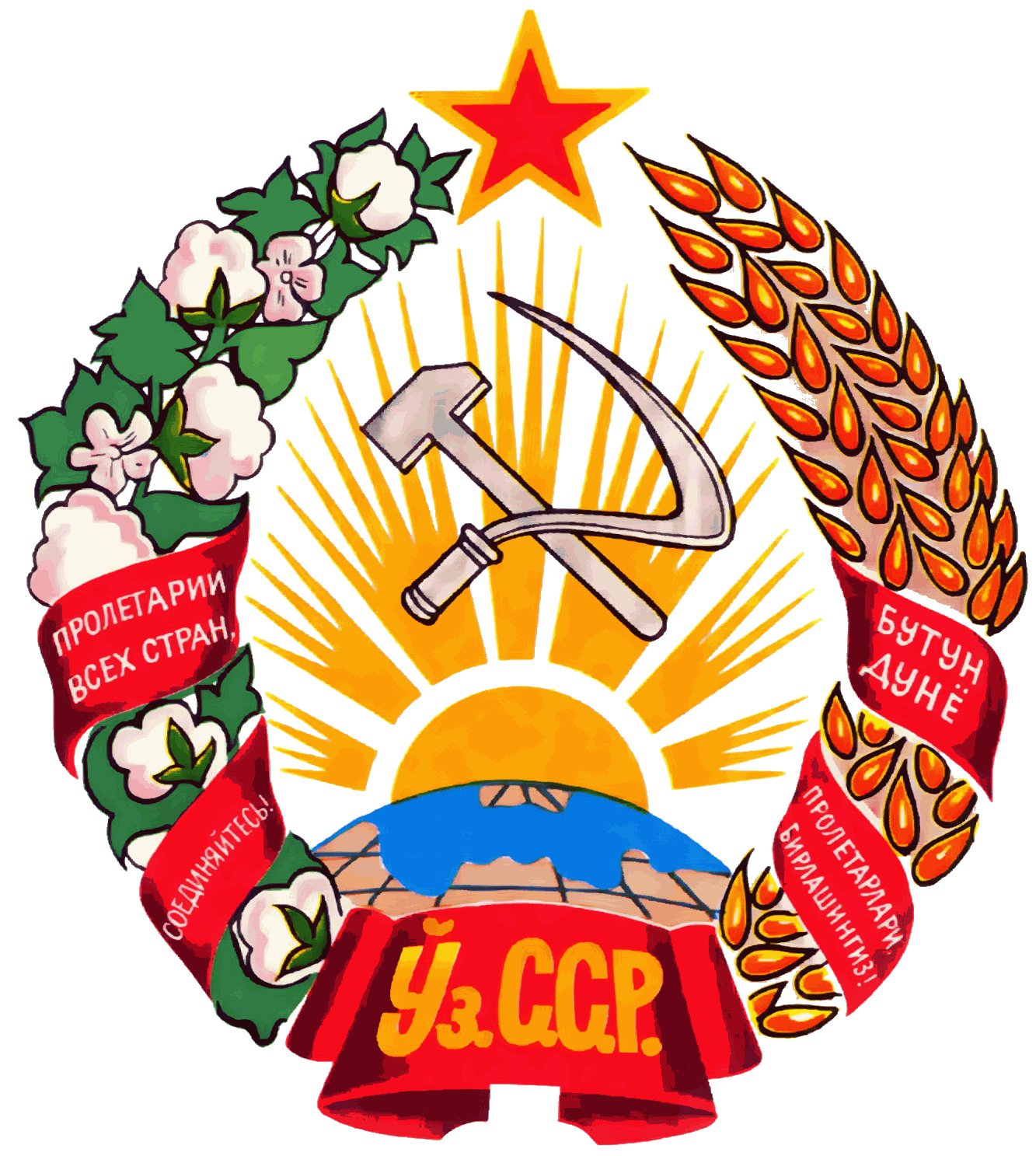
Stemma della RSS Uzbeka

I bolscevichi presero il potere in Russia dopo la rivoluzione d'ottobre del 1917 incontrando una forte resistenza dei nazionalisti uzbeki (basmachi). Una volta soppressa la resistenza, i comunisti cercarono alleati tra i musulmani progressisti perché si resero rapidamente conto che il rischio di una spietata repressione avrebbe gettato i musulmani del Turkestan nelle braccia dei bianchi. Uno di loro, Sultan Galiev, non appena il pericolo di nuove rivolte era passato, venne rimosso dal cerchio del potere e espulso dal Partito Comunista. Una cosa preoccupava in realtà i bolscevichi: il panturchismo - l'unione di tutti i popoli turchi -, che avrebbero voluto rimuovere il nome di "Turkestan".

Bandiera della RSS Uzbeka

L'Uzbekistan come repubblica e come nazione unica e distinta esiste solo dal 27 ottobre 1924, quando diverse entità territoriali esistenti in Asia centrale (parte del Turkestan, della Repubblica di Bukhara e Repubblica del Khorezm, gli ultimi due sono ex khanati) sono stati raggruppati nella Repubblica socialista Sovietica (RSS) dell'Uzbekistan - la Repubblica autonoma Sovietica del Tagikistan originariamente costruita nel RSS uzbeko è costituita come una repubblica costituente separata nel 1929. Le cinque repubbliche dell'Asia centrale sono nate dalla divisione territoriale condotta sotto l'egida del Commissario per le nazionalità dell'epoca, Joseph Stalin, secondo la ripartizione etnica della popolazione. Pertanto, le diverse enclave uzbeke sui territori kirghiso e Tagiko e viceversa sono stati creati (Barak Sarvan, Vorukh, Kairagach, Sokh, Shakhimardan, Qalacha e Khalmion). Nel 1936, la RSS uzbeca è stata ampliata con l'integrazione della Repubblica autonoma di Karakalpakstan, separata dal RSS kazako.

### Sotto Stalin
Nel 1928, Stalin ordinò la collettivizzazione delle terre in tutta l'Unione Sovietica. La rivolta dei basmachi (principalmente di origine contadina) Uzbeki, iniziò nel 1916 e soppressa intorno 1926, riprenderà poi e durerà fino al 1940.
Negli anni 1937-1938, durante le "Grandi Purghe" staliniste, sono stati uccisi diversi funzionari statali uzbeki, tra cui l'ex primo ministro Fayzulla Khodzhayev. L'Islam è stato uno dei bersagli della repressione stalinista dovendo rendere completamente atea l'Unione Sovietica. Gran parte delle moschee vennero chiuse e la maggior parte delle chiese, diversi attivisti musulmani giustiziati e i sacerdoti inviati al Gulag.
Durante la seconda guerra mondiale, l'Uzbekistan ha accolto centinaia di migliaia di famiglie sovietiche provenienti dall'occidente, tra cui molti orfani di guerra, accelerando la russificazione della Repubblica, soprattutto nella capitale Tashkent. Alcune delle industrie pesanti della parte europea dell'Unione Sovietica sono state evacuate. Gli impianti sono rimasti in Uzbekistan dopo la guerra, contribuendo alla industrializzazione della repubblica.
Nel 1943, nel bel mezzo della guerra, i tedeschi del Volga e le altre minoranze tedesche dell'URSS, furono falsamente accusati di simpatia per gli invasori tedeschi e vennero deportati in Uzbekistan - anche se in misura minore rispetto alla vicina Kazakhstan - alfine di essere lontani dalle linee nemiche.

### Dopo la guerra
La lotta dei bolscevichi per l'emancipazione delle donne uzbeke ha dato i suoi frutti: alla fine del 1960, quasi nessuna donna indossava il chador e tutte le ragazze ricevevano l'istruzione pubblica così come i ragazzi. L'analfabetismo, quasi totale nel 1924, è stato completamente sradicato intorno all'anno 1950. Con lo sviluppo delle attività di estrazione e lo sfruttamento della monocoltura di cotone decine di migliaia di lavoratori qualificati in tutta l'URSS vennero in Uzbekistan negli anni 1960-1980.
Il 4 gennaio 1966 a Tashkent si è tenuta la conferenza Indo-Pakistana che ha portato al ripristino delle relazioni diplomatiche tra i due paesi.
Il 26 aprile 1966 a Tashkent e la sua regione sono stati gravemente colpiti da un terremoto, dopo un vasto programma di ricostruzione è stato lanciato grazie alla partecipazione di tutte le repubbliche sovietiche. Questo evento ha rafforzato la quarta ondata di immigrazione di lingua russa già in corso nel paese (dopo quella del periodo coloniale e poi sotto i bolscevichi, e poi durante la seconda guerra mondiale).
Dopo il 1966 la capitale uzbeka è cresciuta in modo significativo diventando la più grande e moderna città in Asia centrale. Negli anni 1960-1980 Tashkent ha ospitato un prestigioso festival internazionale di film provenienti da Asia, Africa e America Latina.

#### La questione del cotone
Un fenomeno che ha in gran parte fatto la storia dell'Uzbekistan negli anni 1960-1980 è stato lo sviluppo intensivo della raccolta di cotone, ordinata da Mosca come parte della specializzazione delle repubbliche sovietiche. L'obiettivo è stato pubblicizzato dai pianificatori sovietici per la produzione di 6 milioni di tonnellate di "oro bianco" dell'Uzbekistan. Questo rapido sviluppo, con una gara per i rendimenti nelle condizioni di deficit di terra irrigata a disposizione, ha avuto un impatto catastrofico sull'ecologia della regione: l'uso eccessivo di fertilizzanti chimici e defolianti avvelenò l'acqua e il suolo, mentre il drenaggio accelerato delle risorse dei fiumi Amu Darya e Syr Darya per l'irrigazione ha portato al prosciugamento del lago d'Aral su cui scorrono. La superficie di questo mare interno è diminuita della metà in 40 anni e le attività di pesca connesse sono state distrutte.
Sotto pressione di Mosca per produrre più cotone, i leader uzbeki hanno sviluppato un sistema corrotto di falsificazioni statistiche. Il leader del partito (e della Repubblica) del tempo, Sharof Rashidov, il suo entourage e il figlio di Léonid Brejnev, sono stati coinvolti nel caso del cotone immaginario (diverse centinaia di migliaia di tonnellate), che hanno procurato guadagni d'oro per il bilancio dello Stato uzbeko, e nelle tasche dei principali soggetti interessati. Alla fine del 1983, quando la più grande frode nella storia dell'Unione Sovietica è stato smascherata, Rashidov è morto per un attacco di cuore.
Nonostante la grandezza di questo caso e la volontà del potere uzbeko di mettere a tacere il suo passato sovietico, Rashidov è stato apprezzato ufficialmente come un leader che ha investito molto nello sviluppo della repubblica (alcuni importanti complessi architettonici e la sontuosa metropolitana sono stati eretti a Tashkent durante il suo regno) ed è stato in grado di ottenere una certa autonomia da Mosca grazie a un sottile gioco di influenze e l'utilizzo dei guasti nell'apparato sovietico in favore dell'Uzbekistan.

#### Il "Caso uzbeko" e le sue conseguenze politiche
Dopo lo scandalo del cotone del 1983, le gravi accuse di corruzione sono state portati da parte di Mosca su tutto l'establishment uzbeko, a seguito di un'indagine federale condotta dai principali investigatori antifrode Gdlian e Ivanov ("Caso uzbeko"). Risultato: la quasi totalità dell'apparato statale uzbeko è stato sostituito, parte del quale è stato anche imprigionato. Il controllo diretto di Mosca è stato rafforzato (in particolare sotto l'ex capo del KGB Yuri Andropov). Ai leader uzbeki che si sono succeduti l'uno dopo l'altro fino al 1990, Mosca non voleva dare loro il tempo di sviluppare possibili nuove strutture e reti familiari corrotte. Ousmankhodjaev (1983), Salimov (1983-1986), Nichanov (1986-1988), Khabiboullaev (1988-1989), Ibragimov (1989-1990) sono stati i leader effimeri del gruppo dello Stato uzbeko in quel periodo.

#### I pogrom dei turchi-Mescheti nel 1989
Nel giugno del 1989, nel bel mezzo della perestroika, nella valle di Fergana, violenti scontri degenerano in deportazioni verso i pogrom dei turchi-mescheti provenienti dalla regione della Georgia da parte di Stalin nel settembre 1944. In totale, quasi 40.000 turchi mescheti fuggirono dall'Uzbekistan di cui 15.000 sono stati accolti come rifugiati in Russia. L'origine dei pogrom rimane poco chiara: era l'ascesa del nazionalismo uzbeko o i drammatici scontri interetnici verificatisi in tutta l'Unione alla fine del 1990? Infine, solo poche migliaia di mescheti sono rimasti in Uzbekistan, decine di migliaia sono fuggiti in Russia, Azerbaigian e Ucraina.

#### I negoziati sull'Unione
Beneficiari di significativi contributi dal centro (miliardi di rubli di trasferimenti annuali nel 1989), chiamati in causa a risolvere l'handicap della sua specializzazione nel settore primario, l'Uzbekistan è stato un forte sostenitore del mantenimento dell'URSS quando le tendenze centrifughe si sono fatte sentire a seguito delle tendenze liberaliste fornite dalla perestroika e dalla glasnost. Nel referendum sul mantenimento dell'URSS organizzato da Michail Gorbačëv nel 1991, la stragrande maggioranza degli Uzbeki ha risposto "sì".
Dopo una trattativa, di nove delle quindici repubbliche sovietiche, tra cui l'Uzbekistan, è stato accettato un nuovo trattato che costituiva una nuova URSS (Unione delle Repubbliche Sovrane Sovietica) che ha ridato sovranità in seno a una federazione con un presidente, una politica estera e militare comune. Il trattato doveva essere firmato il 20 agosto 1991, ma la riluttanza di Ucraina e il putsch di Mosca durante il quale i leader uzbeki hanno preferito aspettare e vedere l'atteggiamento, lo ha portato a saltare. La Russia ha poi dichiarato la supremazia delle leggi russe su quelle sovietiche. Anticipando un crollo di ciò che rimaneva dell'URSS, il Soviet Supremo del RSS uzbeko, infine, ha dichiarato la propria indipendenza il 31 agosto 1991 (celebrata il 1º settembre), approvata successivamente da un nuovo referendum in cui la stragrande maggioranza, questa volta ha votato per l'indipendenza.

## Dopo l'indipendenza

La bandiera dell'Uzbekistan dopo il 1991

Durante i primi anni di indipendenza, il governo uzbeko si consolida sotto una stretta tutela presidenziale. Il nuovo paese rafforza la sua presenza sulla scena internazionale, apre i collegamenti aerei diretti con diversi paesi, ha iniziato la grande opera di ricostruzione urbana e su strada, adotta misure destinate ad accogliere gli investitori stranieri. Ma l'apertura delle frontiere provoca nel decennio 1990-2000 la partenza di massa di forza lavoro qualificata russofona.
Il 21 dicembre 1991 l'Uzbekistan è diventato membro associato della Comunità degli Stati indipendenti (Trattato di Alma-Ata), attualmente composto da 12 delle 15 ex repubbliche dell'URSS. Il 2 marzo 1992 l'Uzbekistan ottiene un seggio alle Nazioni Unite, è diventato anche un membro dell'UNESCO. Il 27 gennaio 2006 entra a far parte della Comunità Economica Eurasiatica.

### La presidenza Karimov

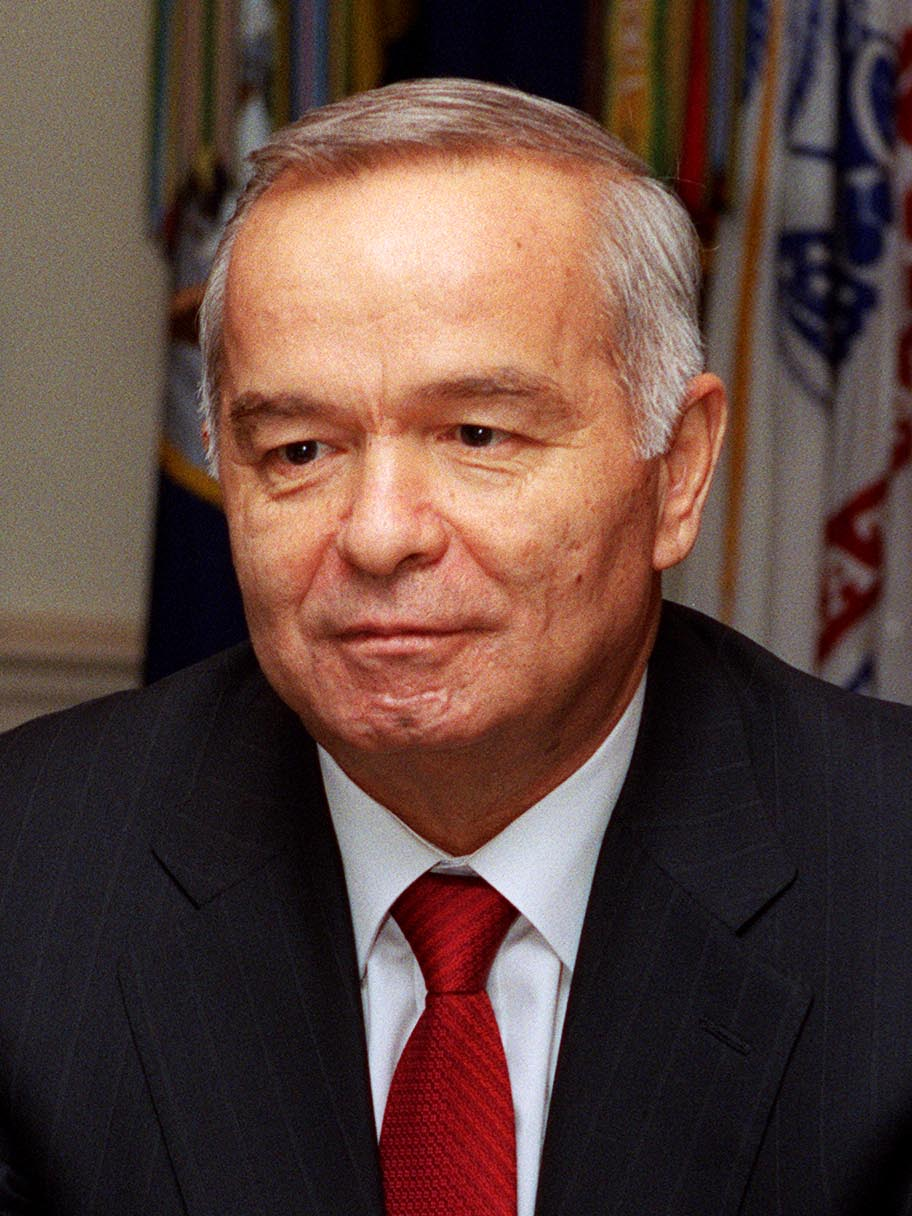
Islam Karimov

Dopo l'indipendenza, l'Uzbekistan ha avuto una presidenza forte, persino autoritaria. Il paese è gestito dal 1989 al 2016 da Islam Karimov, un ex leader del partito comunista della Repubblica, fondatore del Partito Popolare Democratico dell'Uzbekistan. Sotto il regno di Karimov, tutti i partiti di opposizione, anche moderati (che sono i più influenti Erk (volontà) e Birlik (Unità)) sono stati vietati, nessuna corrente dissenziente, e il carattere islamico represso. I media e tutti gli aspetti della vita sociale, politica ed economica e anche culturale sono sotto lo stretto controllo e dell'apparato statale di censura.
Le elezioni legislative del 26 dicembre 2004 permettono al presidente di estendere il suo mandato, ma le elezioni sono state fortemente criticate dai venti osservatori dell'Organizzazione per la Sicurezza e la Cooperazione in Europa (OSCE), di cui l'Uzbekistan è membro.
Il 23 dicembre 2007 Karimov è stato nuovamente eletto per sette anni. Nonostante le disposizioni costituzionali gli vietino di correre per più di due mandati consecutivi, grazie a un sottile gioco di interpretazioni, è stato in grado di restare a capo dello Stato uzbeko per oltre 25 anni.

### Le riforme economiche
Dopo l'indipendenza, il presidente Karimov ha scelto una strategia di riforme economiche graduali volte in particolare al raggiungimento dell'autosufficienza energetica e alimentare del paese nonché di attirare gli investitori stranieri. A un certo livello, questa politica ha dato effetto - alcune aziende locali hanno firmato contratti di joint venture con partner stranieri, i più importanti sono quelli del gruppo delle auto coreane Daewoo o i trattori Case degli USA. Tuttavia, la crescita economica è rimasta soggetta a fluttuazioni periodiche delle materie prime da cui dipende pesantemente il paese. La dipendenza da proventi da esportazione, che rappresentano oltre il 40% del PIL del paese (cotone e oro per la maggior parte), lo sviluppo dell'economia uzbeka è stato frenato dai poco brillanti risultati della raccolta di cotone di cui l'Uzbekistan è il quarto più grande produttore.
Inoltre, senza nessuna strategia di riforma vera e propria, le autorità del paese hanno intensificato gli errori (come ad esempio nel regime degli scambi, hanno rifiutato la convertibilità della moneta nazionale fino al 2003 che ha causato attriti con il FMI) e le misure restrittive e dirigiste nei confronti delle piccole e medie imprese, che hanno portato a una stagnazione del settore. Solo il piccolo commercio ambulante e le società con il diritto privilegiato di importare riuscirono prosperare mentre il tessuto economico generale è rimasto di fatto sotto uno Stato forte.
In realtà, il governo ha ritardato la liberalizzazione dell'economia e la privatizzazione per paura delle sue conseguenze sull'ambiente sociale già fortemente degradato (il 27% della popolazione vive sotto la soglia di povertà e il reddito medio è in calo dal 1997) e per proteggere gli interessi di alcuni attori economici influenti, parenti delle élite dominanti. L'offensiva, a partire dall'estate del 2004, contro l'economia sommersa è stata fonte di grande disagio sociale.

### Il terrorismo islamico
La repressione delle autorità uzbeke contro i movimenti estremisti islamici provoca l'impulso all'azione. Il 16 febbraio 1999 la capitale Tashkent ha subito sei esplosioni, di cui una fuori dal Parlamento, poco prima l'arrivo del presidente Islam Karimov. Le bombe hanno causato la morte di 16 persone, 130 feriti e gravemente distrutti alcuni edifici governativi e la sede della Banca Nazionale dell'Uzbekistan (NBU). Le autorità lo ritennero un attacco contro il presidente e accusarono le forze islamiche. Nel 2004, altri due atti terroristici attribuiti al movimento islamista Hizb ut-Tahrir sono avvenuti a Tashkent: alla fine di marzo un'esplosione che prende di mira le forze di sicurezza si è verificata al bazar Chorsu a fine luglio, degli attentati suicidi erano contemporaneamente perpetrati contro le ambasciate degli Stati Uniti e Israele. Da allora, la polizia (militsia) è diventata pervasiva: i controlli sono stati rafforzati in luoghi popolari e fuori della città. Il clima politico è ora tornato alla normalità e le elezioni parlamentari (26 dicembre 2004 e 9 gennaio 2005) sono state condotte in modo pacifico e senza incidenti.
I movimenti radicali islamici sono rappresentati dal Movimento islamico dell'Uzbekistan, registrato nella lista delle organizzazioni terroristiche in molti paesi, e fondato nel 1997. Il movimento Akramia, branca radicale del movimento Hizb ut-Tahrir con sede a Londra che sostiene un ritorno al regime islamico rigoroso e la ricostruzione del califfato.

### Il massacro di Andijan
Venerdì 13 maggio 2005, alcuni uomini presero d'assalto una prigione di Andijan per liberare centinaia di persone, tra cui 23 uomini d'affari accusati di terrorismo islamico. Gli stessi hanno poi preso d'assalto il municipio e creato una riunione dove molte persone hanno parlato e criticato i servizi governativi e di sicurezza sulle loro pressioni che esercitavano. Per sedare la rivolta, le autorità hanno mandato l'esercito che ha aperto il fuoco sulla manifestazione pacifica. Questa versione è stata respinta dalle autorità, che lo consideravano come un tentativo di destabilizzazione.
Alcune ONG come il Comitato internazionale della Croce Rossa (CICR), hanno segnalato da 500 a 1000 morti, mentre il governo uzbeko ne riconosce solo 187. Le organizzazioni che difendono la libertà di stampa e di condizioni umane hanno suonato un campanello d'allarme su questi eventi per sollecitare la comunità internazionale ad agire.
Diversi osservatori e ONG, tra cui Human Rights Watch hanno ribadito le loro accuse di parodia della giustizia e di uso della tortura per estorcere confessioni agli accusati. Dopo il verdetto, l'UE ha vietato il soggiorno sul suo suolo per un periodo di un anno diversi funzionari uzbeki, tra cui i ministri degli Interni e della Difesa, che sono accusati di essere "direttamente responsabili" della repressione di Andijan.

### Le relazioni con gli Stati Uniti e la Russia
Poco dopo gli attentati dell'11 settembre 2001, il presidente Islam Karimov ha deciso di sostenere gli Stati Uniti nella sua "guerra contro il terrorismo" e che il suo paese poteva essere utilizzato come base per le operazioni nella guerra in Afghanistan. Le strutture militari Uzbeke, tra cui la base aerea K2 a Khanabad, sono state utilizzate dalla coalizione. Con questo approccio, le autorità uzbeke hanno contato sulla cooperazione economica e militare strategica con gli Stati Uniti per aiutare Tashkent a risolvere i suoi problemi economici e politici.
Tuttavia, verso la fine del 2002, Tashkent ha cominciato a mal sopportare la sua eccessiva dipendenza alla realizzazione di siti militari statunitensi sul suolo uzbeko.
Dopo il tentativo di ribellione di Andijan, gli stati occidentali e le varie organizzazioni per i diritti umani hanno lanciato una grande guerra mediatica contro l'Uzbekistan nel chiedere il rafforzamento della pressione economica e politica sul regime.
In seguito al deterioramento delle relazioni e la fuoriuscita di oltre 450 rifugiati uzbeki dalle Nazioni Unite (ONU) partendo dalle basi degli Stati Uniti; il 30 luglio 2005, Tashkent ha reagito chiudendo le basi militari dispiegate sul suo territorio, riorientando la sua politica estera verso la Russia, che ha scelto di criticare la sanguinosa repressione di Andijan, aderendo all'organizzazione della Comunità economica eurasiatica sotto l'egida di Mosca. Tuttavia, il 13 novembre 2008 l'Uzbekistan ha sospeso la sua appartenenza a questa organizzazione, un segno di un'inversione di tendenza con la Russia.
Nell'agosto 2006 l'Uzbekistan ha inoltre aderito all'Organizzazione del Trattato di Sicurezza Collettiva, un'altra organizzazione sotto l'egida russa.

### I rapporti con i vicini dell'Asia centrale
Le relazioni con i vicini dell'Asia centrale rimangono tesi a causa di dispute storiche, economiche e politiche (la questione della demarcazione dei confini in particolare nella valle di Fergana). Nel febbraio 1999 dei gruppi islamici provenienti dal Tagikistan causano dei problemi (16 morti) a Tashkent. L'incontro, nel novembre 2004, tra il Presidente Karimov e il suo omologo turkmeno ha contribuito a rilanciare un dialogo che era in fase di stallo dal 2002. Tashkent aspira come il suo vicino Kazakistan alla leadership regionale e conosce i rapporti a volte tesi con i suoi vicini tagiki e kirghisi. Tashkent ha sempre coltivato stretti rapporti con gli Uzbeki dell'Afghanistan, ha comunque vicina a Kabul e partecipa con Teheran a dei progetti stradali di un percorso tra paesi (strada Termez-Mazar-Bandar Abbas).

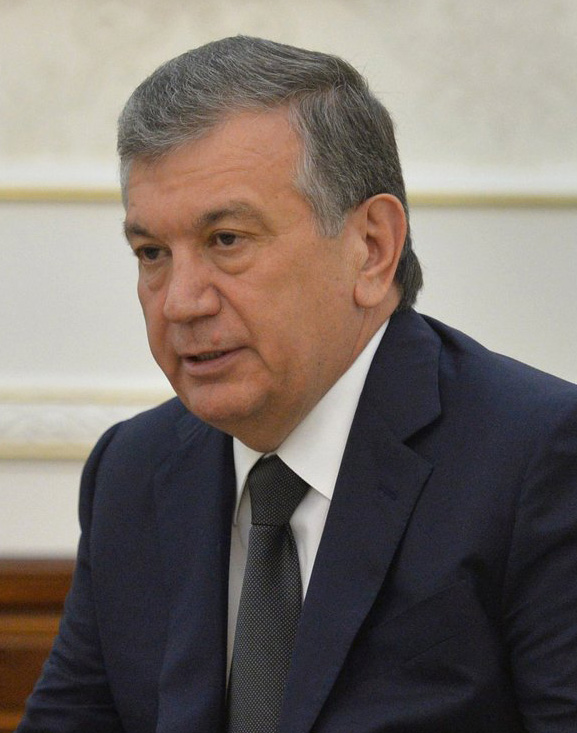
Shavkat Mirziyoev

Tashkent partecipa anche allo Shanghai Cooperation Organization (SCO), un'organizzazione per garantire la sicurezza (coordinamento della lotta al terrorismo e sorveglianza delle frontiere), che riunisce i paesi dell'Asia centrale (con l'esclusione del Turkmenistan), Russia e Cina. Il centro regionale per la lotta al terrorismo è stato inaugurato a Tashkent nel gennaio 2004.

### Dopo Karimov
Con la morte di Karimov avvenuta il 2 settembre 2016 il nuovo presidente è Shavkat Mirziyoyev che sembra voler apportare delle novità rispetto al passato. Un primo segnale è la volontà di allentare il regime dei visti turistici dapprima promesso per il 2017 poi procrastinato al 2021. Ma anche l'allentamento della repressione nei confronti degli oppositori politici e di coloro che si battono per i diritti civili nel paese.

### In russo
- (RU)  Dizionario Enciclopedico Brockhaus ed Efron. San Pietroburgo, 1887-1907.
- (RU)  Grande enciclopedia sovietica. Mosca, 1969-1978

### In francese
- C. E. Bosworth, Les dynasties musulmanes, trad. Y. Thoraval, Actes sud, coll. Sinbad, 1996, ISBN 2-7427-0713-1
- Jean-Paul Roux, L'Asie centrale. Histoire et civilisations, Fayard, 1997, ISBN 2-213-59894-0
- «Bactriane», Marie-Nicolas Bouillet et Alexis Chassang [sous la dir. de], Dictionnaire universel d’histoire et de géographie, 1878
- Johannes Kalter and Margareta Pavaloi, Uzbekistan. Heirs to the Silk Road, Thames and Hudson, 1997, ISBN 0-500-97451-9
- Françoise Spiekermeier, Asie centrale: Kirghizistan, Ouzbékistan, Arthaud, 2001, ISBN 2700328620
- Calum MacLeod et Bradley Mayhew, Ouzbékistan: Samarcande, Boukhara, Khiva, Olizane, Genève, 2002, ISBN 2880862760
- Catherine Poujol, Ouzbékistan: la croisée des chemins, Belin / La Documentation française, 2005, ISBN 2701137764
- Jean Sellier et André Sellier, Atlas des peuples d'Orient. Moyen-Orient, Caucase, Asie centrale, La Découverte, 1993, ISBN 2-7071-2222-X
- Vincent Fourniau, Histoire de l'Asie centrale, Presses universitaires de France, Paris, 1992, ISBN 2130460127
- Jacques Anquetil, Routes de la soie: des déserts de l'Asie aux rives du monde occidental, vingt-deux siècles d'histoire, J.-C. Lattès, 1992, ISBN 2709611120
- Emmanuel Choisnel, Les Parthes et la route de la soie, L'Harmattan / IFEAC, 2004, ISBN 2747570371
- Bradley Mayhew, Paul Clammer, Michael Kohn, Asie centrale, la route de la soie, Lonely Planet, 2004, ISBN 2840704307
- Sergio Cozzi, Didier Labouche, Ouzbékistan, au cœur des routes de la soie, Géorama, 2001, ISBN 2951497334
- René Grousset, Empire des steppes: Attila, Gengis-Khan, Tamerlan, Payot, 2001, ISBN 2228881309